# 魔法老師角色列表
魔法老師角色列表，列舉日本漫畫家赤松健的漫畫作品《魔法老師》（又名《魔法先生》）的主要角色。與後來的《悠久持有者！》有關連。譯名及人物介紹以東立出版社之中文漫畫版與木棉花國際之中文字幕動畫版為準，括號內為日文原名。聲優資料則以動畫版及遊戲版為準。

## 麻帆良學園女子中等部3-A

### 涅吉·史普林菲爾德
配音员：佐藤利奈

### 相坂小夜
配音员：白鳥由里
座號是1號。
是校長近衛近右衛門年輕時曾暗戀過的人。是依附在麻帆良學園中等部3年A班最前列靠窗的座位上的地縛靈，於1940年去世，得年15歲，死因據說是和當年發生的連環密室殺人事件有關。她留著一頭姬髮式的白髮，臉色蒼白，瞳孔顏色為紅色；除此之外，臉蛋幾乎與近衛木乃香無差異。拍照時經常被拍成很壞、很恐怖的樣子，也就是經常被拍成惡靈。能引起靈異現象，能寫血字。而她死後變成一隻地縛靈，長時間無法離開校園指定範圍，但可以在學校附近走動。
小夜經常在便利商店或家族餐館裏過夜，個性灰暗、膽小，沒有存在感，不擅長嚇人。小夜的座位被稱為「坐下就會發寒」的「不能坐的座位」，小夜60多年來都沒有能說話的人，所以很想交朋友。麻帆良祭前，3年A班「除靈討伐隊」將小夜逼到牆角之際，朝倉和美與涅吉救起小夜；小夜因此與和美做了好朋友，並對涅吉萌生好感。
原作漫畫裡的小夜，與所有傳統的日本幽靈形象一樣沒有腳，但還是會在樓梯上摔倒，裙子還是會被風飛起來，裙子飛起來的時候可見她的內褲是燈籠褲；但《魔法老師！？》及《魔法老師！？neo》中的她有完整的雙腳，裙子飛起來的時候可見她的內褲同樣是燈籠褲。後來寄宿在特製人偶內，從此可以離開教室四處活動，也成為和美的得力助手，跟隨涅吉魔社眾人一同前往魔法世界。畢業後經過一番曲折，終於不再是地縛靈；但因不明原因，依然沒有上天堂，繼續擔任和美的守護靈（背後靈）及搭檔。
2005年動畫版中，小夜是死於暴風雨下，而不是死於密室殺人事件。《魔法老師！？》中，她的死亡時間為1960年，而且她可自由前往3-A宿舍及說出其他同學都可以輕易聽到的話，但其他同學仍無法用肉眼看到她。
《魔法老師！？neo》裡的小夜，自稱因為當地縛靈太久了，所以已經完全忘記自己活著時的記憶，連自己的死因都忘了。

### 明石裕奈
配音员：木村圆
座號是2號。
麻帆良學園大學部明石教授的女兒，母親明石夕子在她小時候就已去世。家務手段非常棒，主要是為了照顧爸爸而培養出來的，每天早上都要親吻爸爸的臉頰，常說：「爸爸沒有我，不知會怎麼辦。」當明石教授與舊識多涅特·麥基涅斯見面時，裕奈以為爸爸要再婚而跟蹤兩人。「運動部四人組」的其中一員，與和泉亞子、佐佐木蒔繪、大河內晶為好友關係，但她所屬的社團「女子籃球社」則是麻帆良學園運動部中最弱的。很有精神地活躍於各處騷動中的女孩，性格活潑，喜歡玩樂、起鬨跟熱鬧感，在班裏通常擔當反作用者。
說話時總是帶「喵」（にゃー）語尾。是漫畫版內唯一於故事進行時胸部明顯變大的學生，好動的她為此頗為煩惱。在涅吉為阻止超鈴音而舉行的「火星機械軍團V.S.學園防衛魔法騎士團」活動中，裕奈展現出超乎常人的魔法戰鬥天份而得到第四名，但獎品的食物卷被班上同學拿去吃燒肉慶功。聽說涅吉魔社要前往英國後，聽從依文潔琳「只要搶到白色胸章就能成為社員」的消息，率領運動部四人組襲擊看似最弱的綾瀨夕映與宮崎和香，結果完全不敵經過修煉的兩人。跟隨班長雪廣綾香一同前往英國後，違反與涅吉的約定，偷偷跟到傳送門而誤入魔法世界。傳送門港被菲特破壞後，流落魔法世界的裕奈與蒔繪一起打工賺取旅費與生活費，在當地人氣相當高。
第287堂課中，裕奈從高音·D·古特曼口中證實雙親都是魔法師，同時得知母親是在前往魔法世界出任務時去世。第289堂課中，裕奈與涅吉訂下暫定契約，成為涅吉的第十三位從者，契約道具為「七彩鎗」，子彈效果為解除精靈化狀態、禁止使用魔法3分鐘。在第355堂課中，她与高音·D·古特曼、佐倉愛衣、夏目萌在魔法世界擔任特工。
- 家世背景：雙親都是魔法師，但母親已在任務中殉職，父親則是將一切魔法的事情對裕奈隱瞞起來；但父親知道裕奈已經知道一切並且與涅吉訂下暫定契約時，也很快就接受了。
- 契約道具：七彩鎗（雙鎗）
- 道具效果：右手的槍通常是作為普通的遠距離射擊武器，左手的槍則是可發射特殊子彈，有「解除精靈化狀態」、「禁止使用魔法3分鐘（裕奈自己可控制時間）」等等，推測應還有其他的特殊子彈。

### 朝倉和美
配音员：笹川亚矢奈
麻帆良學園中等部2-A以及3-A的學生，座號是3號。通稱「麻帆良狗仔隊」，出版校內報紙《麻帆良新聞》（內線電話：B09－3780）。隨身攜帶數位相機，想找世界級的獨家新聞，為獨家報導不惜變裝、甚至色誘來取得材料。亦同時有著相對的正義感和對是非的判斷力。身材姣好，3-A巨乳軍團之一。
於學校內通常以自行車代替步行。有時戴著眼鏡，擁有自己的網頁；經常給沒有男朋友的同學提建議。受到座位影響，能看到相坂小夜，並在麻帆良祭前與小夜做了好朋友。與村上夏美為好朋友。
於京都修學旅行時知道涅吉·史普林菲爾德是一名魔法師。京都修學旅行期間，於涅吉在旅館澡堂泡澡時，偽裝源靜奈，想以照相手機拍下涅吉使用魔法的照片、並以此照片脅迫涅吉說出魔法的事情；但在主動把涅吉抱在自己乳溝裡時，被涅吉察覺胸部比靜奈小，偽裝失敗；因自己在脅迫的過程中捏破照相手機的液晶螢幕，無法脅迫涅吉。於京都修學旅行時與卡摩聯手主辦「親熱接吻大作戰」，開放想要與涅吉訂下暫定契約的同學以枕頭戰競爭，最後因宮崎和香獲勝而成為最大贏家，卻害所有參加者、涅吉與自己一起被新田罰跪。
節目主持功力一流。受超鈴音的勸說，在麻帆良武道會擔任司儀；契約結束後得知超的陰謀，被神樂坂明日菜無償要求下，擔任學園祭合同活動的主持人。
在魔法國篇與涅吉訂下暫定契約，成為涅吉的第八位從者。從者道具為「渡鴉之眼」，可操控數個精靈進行大範圍偵查與搜索；和美靠此能力與小夜及絡繰茶茶丸通力合作，在魔法世界裡找回失散的夥伴。期間仍不斷進行採訪，但限於保密協議而無法公開發表。
畢業後擔任自由記者，在太陽系通商航路確立之後接收早乙女春奈轉讓的「偉大春春女王號二世」，活躍於太陽系，著有暢銷書《兩代英雄》。
- 備考：是三年A班的「人體資料庫」，擁有強悍的情報收集、掌握與處理能力。成績優秀，班上排名第4的波霸。
- 契約道具：渡鴉之眼
- 道具能力：操縱最多6個間諜精靈到遙遠的地方偵察，其中一個間諜精靈可搭配小夜作聯手出擊。

### 綾瀨夕映
配音员：桑谷夏子
麻帆良學園中等部2-A以及3-A的學生，座號是4號。是曾任赤松健助手的漫畫家綾永蘭設計的角色；赤松健在《魔法老師》單行本第5集的附錄中提到此事，並說夕映「看起來確實有《R.O.D》的感覺」。夕映很喜歡閱讀課外書，但不喜歡閱讀教科書，所以成績很差；相反地，她自幼開始遍讀萬書的習慣及身為哲學家的親爺爺綾瀨泰造教導下，相當透徹與學業成績無關的知識領域。是神社、佛寺與佛像的愛好者。
因為不擅長表達感情，所以經常不苟言笑，給人沉著冷靜的感覺。雖然成績欠佳，但是她有很高的危機處理能力，外加疑問思考、謀略制定及領導統御，被稱為「笨蛋戰隊」中的「黑色笨蛋」或「笨蛋隊長」。喜歡喝麻帆良學園都市內自動販賣機賣的一些奇怪的飲料（例如抹茶可樂、番茄牛奶等），這個習慣常常讓她一天到晚都往廁所跑。穿著綁帶內褲，必須把內褲完全脫掉才敢上廁所。
暗戀涅吉，但由於摯友宮崎和香愛慕涅吉，故壓抑自己的感情，反而一直幫助和香追求涅吉。於修學旅行中開始注意涅吉的行動，並在「親熱接吻大作戰」時從五個替身中發現涅吉本人，促使和香與涅吉親吻成功。
在麻帆良祭第二天，被早乙女春奈強逼與涅吉訂立暫定契約，契約道具為可以查出幾乎所有魔法社會相關資料的魔法學大全「世界圖繪」。在逐漸深入瞭解事實真相之後，想成為魔法使，每天進行3個小時的魔法練習，是至今為止在涅吉的夥伴中魔法程度修行最高的。
啟動魔法的咒語是「馮阿·索·庫拉提卡·索古拉提卡」。夕映在魔法世界內，受菲特攻擊及被他使用強制轉移魔法轉移到一個魔法學術國家「亞莉阿德妮」後，因柯蕾特·法蘭德爾不小心及誤用魔法的關係，令她失去關於涅吉與班上眾人的記憶。
在亞莉阿德妮，夕映為了就讀魔法騎士團學校，因此以柯蕾特的遠房親戚的名義，姓名暫改為「夕映·法蘭德爾」。魔法騎士團學校就學期間，雖然一開始成績吊車尾，但夕映相當認真的學習因此進步速度驚人。在奧斯提亞祭典的騎士團候補選拔賽中遇到魔法生物「鷹龍」攻擊時，夕映想起使用從者道具的方式，與同學聯手擊敗這隻一般魔法學生絕無勝算的魔獸，因此被選為騎士團候補。原本對夕映抱持著競爭意識的艾蜜莉也成為夕映的好友。在奧斯提亞重遇和香及涅吉等人，並逐漸回復部份記憶。
第352話中透露，未來將和和香一起在宇宙工作。第354話中，在麻帆良做魔法偵探保護麻帆良，在追捕麻帆良偷內衣賊時發現偷內衣賊是派歐·茲，在與派歐對戰時被派歐脫光，成為最後一個提供殺必死的人；在快被打敗時被涅吉救了，還稱涅吉為「師傅」。在第355話的未來動向中表示，與和香一起在宇宙工作，成為宇宙偵探。
- 頭髮顏色：深藍色（漫畫版、第一期動畫版及PS2、GBA版）、紫色（第二期動畫版、OAD版、NDS及Wii版本）
- 特殊能力：魔法
- 對涅吉好感度排行：全班第2（56分）
- 契約道具：世界圖繪

道具能力：能翻查包括魔法網路在內的任何與魔法有關資料和知識

### 和泉亞子
配音员：山川琴美
座號是5號。
操關西腔口音，是「運動部四人組」的一員，與佐佐木蒔繪、明石裕奈、大河內晶是好友，與蒔繪住同一號房。上有一個哥哥。亞子右脇側（背部）有一道於小學時造成的傷痕，之後她就極害怕看到血，即使是少許的血量都會使她害怕；不過她非常仰慕受傷時照顧她的護士，所以立志成年後要做護士。
曾向畢業的學長告白被拒絕，現在沒有男朋友，之後對涅吉的親戚「納吉」（涅吉用魔法藥變成15歲的模樣）一見鍾情。
是「彈額頭火箭樂團」團員，負責樂器為電貝斯。在麻帆良祭中，亞子因怯場加上背部傷痕被「納吉」看到，導致她缺席演唱會演出；之後涅吉先用魔法安撫亞子，再用時光機「仙后座」讓亞子回到排練前的休息室，讓演唱會順利成功。
麻帆良祭後，亞子跟「納吉」保持電子郵件聯絡，被同樂團團員柿崎美砂、椎名櫻子、釘宮圓半強迫下拍了性感照片寄給「納吉」。
亞子跟著班長雪廣綾香前往英國後，在裕奈慫恿下一起跟蹤涅吉魔社，不小心誤入魔法世界。眾人在魔法世界失散後，亞子染上了風土病；為了償還高額醫藥費100萬德拉克馬幣，亞子與晶及村上夏美共同做女侍應工作來還債。涅吉與犬上小太郎為此用變身裝以大人姿態，分別化名「納吉」與「小次郎」參加拳鬥士大賽賺錢。
亞子無意間發現「納吉」是涅吉的真相，極度傷心之餘仍然鼓起精神替將與傑克·拉坎對戰的涅吉加油，事後似乎也沒有徹底放棄這段戀情。
在第289話中，選擇與涅吉而非「納吉」定下暫定契約，成為涅吉的第十二位從者。
在第355話中，她用魔法治愈了她背上的傷，高中畢業後在魔法世界擔任護士。
- 灰暗回憶：背後有一道很大的傷痕，據說是小學時造成的，但仍不明是何原因。後來借助魔法的力量完全治癒，傷痕已經不復存在。
- 契約道具：魔力注射針筒
- 道具能力：不知為何一定要從臀部後面打進去，亞子可自己選擇要打甚麼進去，有「魔力強化液」、「全身麻醉液」等等。

### 大河內晶
配音员：浅仓杏美
麻帆良學園中等部2-A以及3-A的學生，座號是6號。留著齊瀏海的黑長髮，通常綁成馬尾狀，平常沉默寡言，但是思考方式與行為都相當溫柔體貼、常為他人著想，目前沒有男朋友。
運動能力很高，是游泳社的王牌選手，就連高中部也很期待她的表現。「運動部四人組」的其中一員，與佐佐木蒔繪、明石裕奈、和泉亞子是好朋友。
在幫涅吉找魔法戒指時發火過，當時實力就連「武道四天王」其他三人（古菲、龍宮真名、長瀨楓）眼睛都為之一亮，點名簿上的話也是這時加上去的。
因偷偷跟蹤涅吉魔社的關係而來到魔法世界。為了救治病倒的亞子，包括與村上夏美在內三人共同承擔欠債100萬德拉克馬幣，做女侍應工作來還債。涅吉與小太郎為此用魔法藥變身成大人姿態，分別化名「納吉」與「小次郎」參加拳鬥士大賽賺錢。知道「納吉」就是涅吉後，為了要不要向暗戀「納吉」的亞子說出真相而苦惱許久。
早乙女春奈的「接吻練習專用精靈：涅吉DK-1」唯一的受害者。
勸說涅吉跟亞子、蒔繪、裕奈簽下暫定契約，自己卻因為害羞與意外而尚未與涅吉簽訂契約。但在349話成功締結暫定契約，是涅吉的最後一個夥伴。
在《魔法老師！？neo》第27話中，為了防止自己在麻帆良學園女子宿舍大浴場中放養的海豚被發現，只憑自己雙臂的力量就能把想要進入大浴場洗澡的蒔繪、裕奈與亞子同時架回房間，可見其臂力之大。
- 契約道具：名稱不明

道具能力：能夠在水面之間做幾乎無魔力消耗的瞬間移動，極限距離是300公尺。姿態是胸部綁著白繃帶、有著紫色魚尾的人魚。

### 柿崎美砂
配音员：伊藤静
座號是7號。
其姓取自《超時空要塞》（超時空要塞マクロス）的角色柿崎速雄（柿崎速雄），其名取自《超時空要塞》的角色早瀨未沙（早瀬未沙），但將「未沙」改為日語發音相同但日本漢字寫法不同的「美砂」。
和椎名櫻子、釘宮圓是好朋友，三人是3-A的「啦啦隊三人組」。是現在班上唯一確認有男朋友的學生，但兩人是否仍在交往則不得而知。
喜歡講鬼故事跟黃色笑話，個性也有點好色。擅長西式的服裝設計，很會打扮。
是樂團「彈額頭火箭」成員之一。得知樂團成員和泉亞子喜歡「納吉」（涅吉變身成大人的模樣）後，與櫻子、圓一同為亞子的戀情聲援，做出打昏亞子強拍性感照的些許過激舉動。
曾說出「現在跟涅吉打好關係，五、六年後就可以得到超完美紳士帥哥男友」的「逆光源氏計畫」發言，在班上同學心中掀起一股波濤；但她很少參與爭奪涅吉，大多是協助玩弄涅吉而已。

### 神樂坂明日菜
配音员：神田朱未
麻帆良學園中等部2-A及3-A的學生，也是男主角涅吉·史普林菲爾德的第一個夥伴。在《魔法老師》單行本第6集的裡封底，赤松健在封底人物近衛木乃香的介紹文寫木乃香是「女主角←明日菜的好朋友」，確立了明日菜的女主角地位。2022年3月，赤松健在東京都秋葉原開設個人工作室「赤松健事務所」，外牆招牌圖案為明日菜、《UQ HOLDER！悠久持有者！》雪姬、《純情房東俏房客》成瀨川奈留與《電腦情人夢》莎蒂婚紗合影，再次確立了明日菜的女主角地位。

### 春日美空
配音员：板东爱
她和可可涅一樣是失去雙親的孤兒。原本在班上並不起眼，以修女裝出現時卻馬上被神樂坂明日菜認出來，實際上是麻帆良學園內眾多的魔法學生之一。擅長田徑，跑步速度跟明日菜不相上下，多次與明日菜爭奪班級短跑第一名的飛毛腿。即使是非常時期也以自己的興趣為最優先。麻帆良祭中被派往監視超鈴音，卻一直想翹班去看麻帆良武道會。是可可涅的契約夥伴，從者道具是能提升腳力的運動鞋，逃跑速度居眾人之冠。麻帆良祭後打掃教堂告解室時，無意間聽到班上同學的告解後動起歪腦筋，用魔法假扮成神父得知了班上不少八卦，事後與可可涅被上司夏克蒂修女狠狠打飛。
暑假時與可可涅、高音、愛衣一同到魔法世界休假，不幸遇到傳送門破壞事件而無法回麻帆良，之後在奧斯提亞武鬥大會上與涅吉眾人重逢。
在第355話中，她和可可涅在麻帆良擔任警衛。

### 絡繰茶茶丸
配音员：渡边明乃
絡繰茶茶丸是麻帆良學園中等部2-A以及3-A的學生，座號是10號。
她是結合魔法與科學的機器人，由超鈴音主導、葉加瀨聰美製造、依文潔琳導入魔法，與依文潔琳及茶茶零同住依文潔琳的小屋，與依文潔琳簽訂「人偶契約」（ドール契約），絕對服從依文潔琳的命令。第一代從者為木偶「茶茶零號」。
完成初期動力來源為外部電源，但現在是以上發條作為動力來源，人工智慧以MIT為基礎（MIT在這個領域，通常是指麻省理工學院。）
能說話，也能用背上和腳後面的噴射器飛行，用頭髮散熱，能從眼睛發射出雷射，能直接經由指頭上的插頭操作電腦，手腕能噴射飛出，並能線控操作，能飲食，有飲食系統，但並無法從食物中獲取能量，進食純粹是表演行為。
戰鬥中彬彬有禮，曾擔任涅吉拜依文潔琳為師的測試者，之後一直協助涅吉修煉。
很有服務精神，無論是對孩子還是年長者都十分親切，是麻帆良市內公認的大好人；每天都會餵食野貓，也很喜歡動物。
她泡的茶很受依文潔琳喜歡。
在超鈴音的計畫裡擔任入侵學園系統的駭客角色，因此與同為高明駭客的千雨交手。
茶茶丸雖然是機器人，但對涅吉抱有好感。腦中收藏許多張以自己雙眼拍攝的涅吉照片（取自先前各話之畫格），被聰美翻出來，頓時羞得把聰美打飛，雙眼流出看似真人眼淚的鏡片洗淨液。最初的身體滿是球形關節，在換上新身體之前，她會因為涅吉看到自己的機械身體而感到自卑與失落。麻帆良祭後，聰美為她換上外貌幾近完全與人類相同的新身體，從此她反而毫不避諱在涅吉眼前裸身。
前往魔法世界前，依文潔琳要茶茶丸誠實面對自己的心意。傳送門攻擊事件後，茶茶丸率先找到涅吉，保護受傷及發燒的涅吉。
茶茶丸的身體每天都需要有人為她上發條來補給魔力，據本人所稱：「因為跟簽定契約的情況很像，所以會很舒服。」原本這是依文潔琳的工作，到了魔法世界以後則由涅吉負責（在進行搜索之旅時由朝倉和美負責）。但在大戰後曾在自己的房間裡以量產的「魔力罐」自行補給魔力，一邊想著涅吉、一邊自行補給，自慰般的表情、聲音及肢體動作全被依文潔琳看見及聽見，頓時羞得滿臉通紅。
對自己是否有靈魂感到迷惘，害怕如果跟涅吉簽暫定契約時沒有出現契約卡，那自己對涅吉的心意完全就是虛假的幻覺。在第263堂課順利與涅吉簽下暫定契約，成為涅吉的第十一位從者。從者道具為「騰空貓」，可召喚出衛星砲，威力足以媲美魔法世界的戰艦級主砲；據她所說，這個道具是超鈴音的作品。
在修理春春女王號時被剛覺醒的火之亞維路克斯腰斬，隨即被聰美修復。
畢業後擔任涅吉的秘書，與涅吉為了魔法世界奔波。

### 釘宮圓
配音员：出口苿美（动画版、OAD版、广播剧CD版、游戏版、剧场版）/丸山有香（CR魔法老师、悠久持有者動畫版）
麻帆良學園中等部2-A以及3-A的學生，座號是11號。
「啦啦隊三人組」其中一人，和椎名櫻子擔任制止柿崎美砂的角色。「彈額頭火箭樂團」成員，跟櫻子、美砂一同為和泉亞子的戀情助威，甚至半強迫地拍攝亞子性感照以誘惑當時亞子暗戀的「納吉先生」（以年齡詐稱藥變成大人的涅吉）。
嗓音沙啞似成年男性。綽號「釘仔」、「小釘釘」，但她很不喜歡這兩個綽號。
自稱喜歡「內心是超級硬派」（她將此特質簡稱為「TNK」）的男孩子，對使用年齡詐稱藥變成大人的犬上小太郎有好感。在大人版的涅吉與小太郎無意間撞見更衣中的亞子後，怒甩兩人各一巴掌。小太郎認為，她陷入困境時會爆發出平常沒有的力量。

### 古菲
配音员：Hazuki（动画版、游戏版、广播剧CD版、OAD版）/阿澄佳奈（OAD版、剧场版、CR魔法老师、悠久持有者动画版）
12號，由中國來的留學生，運動神經非常好，使用中國拳法，擅長八極拳、八卦掌、形意拳等近戰戰鬥技巧，現為涅吉的武術導師。個性天然，曾幫涅吉設計電影情節般的修煉方式，結果以失敗收場。
有著金髮、鳳眼和深色的皮膚。說話時語尾經常加「アル(aru)」口音。學習成績不好，本人謂：「我要學日文已經夠吃力了。」與學力方面不同，常識思維、價值觀、魔法(地下)世界以外的日常生活等方面，在有著眾多超越常識外設定的3年A班當中，是意外的正常和成熟。性格非常正直和富正義感。
是「笨蛋戰隊」中的黃色笨蛋及「武道四天王」之一，中國武術研究社社長。因為在前一年的學院大格鬥大會優勝，每天均要面對大量其他武技社團的挑戰者，在部分麻帆良格鬥男子中有著教主般的人氣。依作者的說法，在四天王中是最弱，同時也是四天王中唯一在麻帆良祭之前與所謂「地下世界」（包括了魔法世界在內的所有隱藏於大眾認知之外的領域）無關的「一般人」，龍宮真名評價其是一般人中的最強者。
跟超鈴音是好朋友，常與超鈴音一起切磋武藝，亦是「超包子」的一員；但得知超鈴音的計畫後，協助涅吉阻止超的行動；在麻帆良祭篇中表示：「如果超真的是在做壞事，那我作為她的好友就必須阻止她。」超離開麻帆良前，古菲贈送她一對寶劍以紀念兩人的友情。
京都修學旅行時與楓、真名一同前往支援涅吉，從此開始接觸魔法的世界。麻帆良祭武道會時與真名對陣，不敵實戰經驗豐富的真名而陷入苦戰；聽到涅吉的聲援後發揮全力，並使出「布槍術」而勉強獲勝，但因手臂骨折而只好放棄其後的比賽。
原本已將體術修煉至極致，超鈴音事件後開始在依文潔琳處修行，強化對氣的運用。
在魔法世界裡與涅吉眾人失散後，古菲一邊修行一邊從事保鑣工作，傳言曾憑一己之力消滅了黑道幫派。被小夜發現時，正在魔法世界的山上修煉。多次被慫恿與涅吉簽暫定契約，但古菲認為只有比她強的男人才能與她接吻，所以躊躇不定。第261堂課時與涅吉比腕力落敗後，正式與涅吉簽下暫定契約，並說出要涅吉繼承古家門派的宣言。
到達魔法世界後戰力明顯增強，配合道具「神珍鐵自在棍」，曾以一人之力牽制著菲特的三位從者。
在355話的未來動向中表示在麻帆良開設武館且年年擴大，每年正月向涅吉挑戰成例行公事。

### 近衛木乃香
配音员：野中蓝
座號13號。
近衛木乃香是麻帆良學園校長近衛近右衛門的孫女、關西咒術協會會長（前「紅色之翼」成員）近衛詠春的獨生女。在京都的老家同時也是關西咒術協會本部，是家世足以匹敵雪廣綾香的大小姐。由於父親的關係，在上國中時轉進麻帆良學園。
木乃香操著關西腔，個性為天然呆，外貌如大和撫子般，成績優秀，家事萬能。由於經常被校長逼著相親，所以一直感到很為難。與別人交談時，有時會拿鐵鎚敲對方的頭來吐槽對方，校長與涅吉·史普林菲爾德都曾被她的鐵鎚敲頭。
由於校長的指示，木乃香和涅吉與神樂坂明日菜同住女生宿舍643號室。她每天早上都和涅吉與明日菜一起上學；為了跟上他們的腳程，所以一直都穿著直排輪上學。她是班上的書記，同時也是涅吉魔社(暫名)的書記，同時隸屬於算命研究社和圖書館探險社，是除了綾瀨夕映、宮崎和香、早乙女春奈之外少數的圖書館探險社活躍成員。
她無意間看到明日菜的契約卡片後相當羨慕，因為她喜歡蒐集塔羅牌之類的卡片。她聽說「必須跟涅吉接吻才能得到卡片」後，相當大方地主動親吻涅吉，並未把涅吉當成異性、而是當作弟弟看待。在修學旅行中，為了解除涅吉身上被施加的石化魔法，她主動吻涅吉以訂立暫定契約，成為涅吉的夥伴。她的契約道具為「東風檜扇」、「南風末廣」，能完全治癒三分鐘之內受到的所有傷害，也有其他治癒功能。
她與櫻咲剎那是小時候在京都認識的青梅竹馬，關係很像君主與臣下，更是知心的好朋友，是《魔法老師》同人誌中常見的百合配對。修學旅行前，暗中苦惱刻意和自己保持距離的剎那；在修學旅行結束後，恢復了從前青梅竹馬的好朋友關係，也經常一起行動。剎那在修學旅行前一直稱呼木乃香為「木乃香大小姐」（このかお嬢様）或「大小姐」（お嬢様），修學旅行後偶爾會直稱「木乃香」（このか）。在《魔法老師！？neo》第29話中，她與剎那奉校長之命一同將校長親筆極機密信函送往京都（其實完全是她配合校長設局，讓她與剎那恢復好朋友關係），她在電車上要求剎那改以「小木乃」（このちゃん）稱呼她，她則以「小剎」（せっちゃん）稱呼剎那；剎那雖然覺得很羞恥，但還是順從她的意思。
在了解涅吉的故鄉之後，想藉著自己的治癒能力幫助涅吉家鄉那些被石化的人們。
於《魔法老師》單行本20集，她以相當俐落的交涉手腕成功阻止阿妮亞想要強行帶回涅吉的計畫。得知菲特是「完全的世界」成員後，她對打算置身事外的大戰英雄傑克·拉坎大發脾氣，用拉坎的話訓斥拉坎：「自己的屁股要自己擦！」
大戰結束後，以成為優秀的魔法師為志向，努力自學魔法。
在《魔法老師！？》中，木乃香的眼睛畫風來自《嬉皮笑園》動畫版的一條同學，一條同學與木乃香的聲優都是野中藍。

### 早乙女春奈
配音员：石毛佐和
座號是14號。
春奈的外貌是以赤松健前作《純情房東俏房客》（ラブひな）漫畫最後部分登場的15歲眼鏡娘真枝繪馬（真枝絵馬）為基礎，將繪馬的單呆毛改為與《純情房東俏房客》女主角成瀨川奈留（成瀬川なる）相同的雙呆毛，將眼鏡鏡片形狀從繪馬的橫橢圓形改為橫長方形。
她與宮崎和香住同房，另外與綾瀨夕映交情也頗為深厚，三人與近衛木乃香都是圖書館探險社的活躍社員。
她的漫畫筆名是「春春」（パル），與春奈熟識的同學亦會用這個名字稱呼她。由於經過每個月漫畫截稿的鍛煉，善於應付修羅場（截稿日期前的緊張時刻）。除了漫畫外，亦擅長畫肖像。常跟長谷川千雨一同參加同人誌活動，在會場上主要販賣BL類作品。
喜歡在人家的背後說是非，對有趣的事物與八卦消息極為著迷。對他人的戀愛心理很敏感，自稱聞得到「帶點酸甜的戀愛氣味」。經常煽動對涅吉有好感的同學向涅吉展開求愛行動，主要的「受害者」有和香、夕映、綾香、蒔繪等人。班上的巨乳軍團之一。
於麻帆良祭第二天與涅吉·史普林菲爾德訂立暫定契約，從者道具名稱為「塗鴉帝國」。從塗鴉帝國召喚出的簡易精靈的力量除了跟本人的力量有關外，似乎還跟繪畫時的畫功有關。精靈受傷時，本人也會受到極少的傷害。
在魔法世界與涅吉眾人失散後，憑自己的力量（販賣BL類作品）賺錢買了一艘中古飛船「偉大春春女王號」（似乎與第268回中「紅色之翼」搭乘的船是同一艘），之後該船成為涅吉魔社的移動基地。
多次鼓吹其他同學（古菲、絡繰茶茶丸、佐佐木蒔繪、和泉亞子、大河內晶、明石裕奈）與涅吉簽暫定契約。
在第355話中，她在魔法世界當作家，轉讓「偉大春春女王號二世」給朝倉和美。

### 櫻咲剎那
配音员：小林优
座號是15號。
是烏鴉族與人類的混血兒，父親是烏鴉族而母親是人類，擁有白色翅膀（即白烏的象徵，代表了吉兆及靈格高的存在）。由於力量強大而為族人所害怕及疏遠，其後更被族人逐出村莊；後為近衛木乃香的父親近衛詠春收養，與木乃香是青梅竹馬。由於她與木乃香感情深厚，她們是《魔法老師》同人誌中常見的百合配對。
是「武道四天王」的一員。性格認真、拘謹保守。隨身攜帶詠春贈與的與身高相約的野太刀「夕凪」，擁有達到劍術保助程度，能使用陰陽道能力召喚式神。 在「紅色之翼」成員傑克·拉坎眼中，剎那的個性很像詠春。
過去以來一直稱呼木乃香為「木乃香大小姐」（このかお嬢様）或「大小姐」（お嬢様），修學旅行後偶爾會直稱「木乃香」（このか）。與木乃香和好後，曾懷疑自己是否沉溺於普通人的幸福而失去劍士的資格；與依文潔琳一戰後，對自己重拾信心。
在修學旅行後段與涅吉訂立暫定契約，契約道具為「匕首·十六串呂」。修學旅行後與明日菜成為好友，應明日菜要求開始教她劍術。
赤松健以兩個方式強調她「不夠成熟」，並暗示她的「成長性」：①身材尚未發育，②在許多段落中屢次說自己「還在修鍊中」。
於第252堂課中與木乃香訂下暫定契約，獲得全新契約卡，同時為涅吉與木乃香的夥伴。
在《魔法老師！？neo》第29話中，剎那與木乃香奉校長近衛近右衛門之命一同將校長親筆極機密信函送往京都（其實完全是木乃香配合校長設局，讓剎那與木乃香恢復好朋友關係），木乃香在電車上要求剎那改以「小木乃」（このちゃん）稱呼她，她則以「小剎」（せっちゃん）稱呼剎那；剎那雖然覺得很羞恥，但還是順從木乃香的意思。在同話中，剎那在京都的電影村擊退月詠、救起被月詠挾持的木乃香，隨即被木乃香奪走初吻。

### 佐佐木蒔繪
配音员：堀江由衣
麻帆良學園中等部2-A以及3-A的學生，座號是16號。
漫畫版內設定
暱稱「蒔妹妹」（まきちゃん），是「運動部四人組」的一員，與明石裕奈、大河內晶、和泉亞子是好友關係，與亞子同寢室。另外也常跟同樣喜歡涅吉的班長雪廣綾香一起行動；例如她們在麻帆良祭期間一起演出「魔法少女愛書狂」的Cosplay，以及一起計劃搶去「白色之翼」成員的徽章等等。
5歲的時候已經開始練習新體操，可以操控體操絲帶抓東西或綁人，而所屬的新體操社亦是麻帆良學園運動部中最強的。
學業成績相當不濟，是繼神樂坂明日菜後另一個成績最差的同學，也是「笨蛋戰隊」的粉紅笨蛋。
性格天真爛漫，新體操社顧問二宮老師在她背後說她的演技是「小孩子的演技」。蒔繪為此煩惱之時，遇到為了向依文潔琳拜師而努力修煉的涅吉，兩人互相鼓勵並一起接受古菲的電影式特訓。
得知涅吉是為了明確的目標（找尋父親）後真正喜歡上他，在此之前只是單純覺得涅吉很可愛。涅吉與絡繰茶茶丸對戰時，蒔繪阻止看不下涅吉不停受傷而欲插手的明日菜，要明日菜跟她一樣選擇相信涅吉。在涅吉通過拜師測驗後，蒔繪也順利取得縣大賽參賽資格，被二宮老師開玩笑說：「妳是不是戀愛了？」可惜之後在大賽中因為失誤只得到第四名。
「學園吸血鬼事件」中曾被依文潔琳操控，事後她還殘留著些許記憶，偶然會叫依文潔琳做「依文大人」。
與裕奈、亞子、晶一同誤入魔法世界，在傳送門意外後跟裕奈一起打工賺取旅費，期間學會使用魔法：最基本的點火。
對明日菜、綾香抱持著些許情敵競爭意識；但在魔法世界中得知亞子與「納吉」（涅吉變身成大人的模樣）的波折後，善良的她跟亞子說：「祝你們幸福！」而想主動「退出」這場多角戀愛。
在涅吉因被「黑暗魔法」侵蝕而痛苦之際，蒔繪毫不畏懼地握住隨時可能失控暴走的涅吉之手，堅信涅吉會清醒過來。
第289堂課中與涅吉訂下暫定契約，成為涅吉的第十四位從者。從者道具為「自在緞帶」、「粉碎棍棒」、「爆彈之球」，真實能力未明，外型是蒔繪慣用的體操道具。
在第355堂課中，她大學畢業後擔任麻帆良學園中等部的體育教師。
《魔法老師！？》特有設定
由於《魔法老師！？》（《魔法老師》第二期動畫版）導演新房昭之對蒔繪的初期印象不好，所以他將蒔繪設定為「集線器角色」（ハブられ役），因此OP內的蒔繪經常都要戴上一個天狗面具，而OP內裙子掉下來的同學亦是蒔繪（腳邊標示的座號可證），因此觀眾無法看見她的樣子。另外在「笨蛋戰隊」短劇中，她沒法一次即可成功介紹自己。
雖然蒔繪最喜愛的仍是新體操，卻被排除出「運動部四人組」；而她原先的位置就被春日美空代替了，和其餘三人組成「新運動部四人組」。
在播放中期，她更常被綾香針對性以「你·佐佐木蒔繪，不合格！」來打擊她；所以絕大部份可看見全部同學的畫面，都因為蒔繪受到這句打擊退場而沒有蒔繪的份兒。因此蒔繪在《魔法老師！？》內的設定受到外間嚴厲的批評。
而在這個特有的設定內，蒔繪和綾香這兩個於漫畫版設定內都是最愛涅吉的人住在同一房間，而不是和亞子住在同一房間。另外，蒔繪在房內穿上印有涅吉圖案的衣服的原因，是因為綾香說：「如果不穿著這衣服，我就不會認同你做我的室友。」
於第10集，蒔繪、龍宮真名、村上夏美及綾香都被阿妮亞黑暗化。

### 椎名櫻子
配音员：大前茜（动画版、OAD版、广播剧CD版、游戏版）/小见川千明（剧场版、CR魔法老师！、悠久持有者动画版）
座號是17號。
是「啦啦隊三人組」（椎名櫻子、柿崎美砂、釘宮圓）其中一人，非常有精神的女孩，也是班上氣氛的製造者，經常帶頭起鬨玩弄涅吉。相信「涅吉是某國的王子」的流言，在「啦啦隊三人組」中最為積極追求涅吉。
從小學開始就在麻帆良學園就讀，與神樂坂明日菜和雪廣綾香是小學同班同學。對自己的身材很有自信。
運氣十分的強，靠直覺在一般人會完全迷失的魔法迷霧中找到魔法世界傳送門的正確位置。作者赤松健在單行本第20集裡封面說，他已決定，如果櫻子有簽暫定契約，她的能力是提升主人的LUCK（幸運值）。
喜歡貓，她養了2隻貓分別叫做「庫奇」與「畢凱」。
與日本同名同姓的小說作家兼攝影師椎名櫻子並無關連。

### 龍宮真名
配音员：佐久间未帆
座號是18號。
原作設定
身體膚色是黑色，「胸圍Top 4」之中胸部第3大的人，所屬社團為射擊滑雪社。因外表太過成熟、看電影只能買成人票而十分苦惱。原為魔法師NGO團體「四音階的組鈴」的一員，曾和一不知名的男性高強魔法師訂立永久契約。從契約卡上看，這位不知名的高強魔法師已經死亡。為了不想再次遭遇「自己珍惜的人比自己先死」的衝擊，她選擇與其他同學保持距離，甚至自稱「我不需要朋友」。
是「武道四天王」的一員。家住在麻帆良學園都市內的龍宮神社，全家世世代代都在繼承龍宮神社，她也是當然繼承人。她是半魔族人，故擁有魔眼，能看見靈體，平時擔任龍宮神社巫女。是使用空氣槍的高手，而且隨時都帶著槍，子彈上通過施術加上了靈力。除了氣槍外，還使用「羅漢錢」（用手指彈射硬幣攻擊）作為攻擊手段。對金錢方面很執著，只要能拿到報酬，不管是誰的委託都接。
京都修學旅行時，與長瀨楓、古菲一同前往支援涅吉·史普林菲爾德。
麻帆良祭期間，接下校長近衛近右衛門委託以麻醉槍阻止任何人在世界樹附近告白，在涅吉面前展現出高超的戰鬥技巧與冷酷的專家態度。射擊滑雪社社長芹澤長得很像曾與她訂立永久契約的男性高強魔法師，向她告白，同樣被她一槍擊倒。她從此被涅吉稱為「龍宮隊長」。
在麻帆良祭武道會上與古菲對戰，雖然接受主辦人超鈴音委託要「炒熱氣氛後再敗戰」，實際上真名並未對古菲手下留情，戰後也認同古菲在一般人中已屬於最強的程度。
在麻帆良祭期間，認同超鈴音的理念而選擇與涅吉等人為敵，與楓戰鬥後不分勝負。2003年暑假期間，以「年齡詐稱藥」使自己身體變小，看電影能買兒童票；但買到兒童票後一算才發現，兒童票加年齡詐稱藥的價格大於成人票的價格，頓時後悔莫及。
魔法世界傳送門被菲特破壞後，與隆道一同在兩個世界完全分離前來到魔法世界。
畢業後繼續在世界各地的戰場上奮戰，曾參加22世紀初的火星獨立戰爭，這場戰爭是神樂坂明日菜延後結束沉睡的原因。她未出席白色之翼同學會，但她仍然被涅吉稱為「龍宮隊長」。
《魔法老師！？neo》特有設定
她的地下工作是跟櫻咲剎那一起消滅麻帆良學園都市內的黑暗靈體，能以魔眼看見黑暗靈體的要害位置。
她向涅吉表示，戰鬥是為了保持自己與已經死亡的那位高強魔法師的牽絆，也是為了讓自己變強以保護自己所珍惜的人。隔天她到校上課，在走廊上被涅吉稱為「龍宮隊長」。
其他相關資料
- 特殊能力：各型槍械射擊、羅漢錢(用手指彈射硬幣攻擊)

### 超鈴音
配音员：大澤千秋（2005年動畫版）/高本惠（2006年動畫版以後）
麻帆良學園中等部2-A以及3-A的學生，19號。聲優最初由大澤千秋擔任，但因大澤婚後宣佈暫停聲優事業，活動「麻帆良學園中等部3-A·1學期始業式」﹝2006年4月23日﹞以後由高本惠擔任。
超鈴音學業、體育、做菜方面都是天才，成績不僅是學年第一，就算是麻帆良學園大學部中也沒有幾人可與她匹敵，被稱為「麻帆良的最強頭腦」。曾參與絡繰茶茶丸的製作，另外提供了許多科學技術給麻帆良大學工學院。
常跟古菲切磋。平常和四葉五月、葉加瀨聰美、古菲、茶茶丸一起在學院裏叫賣包子；店面為超自製的輕軌電車，具有飛行能力。入學以前（2年前）的經歷不明，就算是用魔法使們的力量也找不到資料，被學園裏其他的魔法老師們視為危險人物。
麻帆良祭時，她把懷錶型時光機「仙后座」送給涅吉，讓他可以回到過去參加所有同學的社團活動與表演。她是麻帆良祭中最大的出資者，把原本僅有娛樂性質的麻帆良武道會擴大成任何人均可參加的無差別格鬥賽，還提供極高額的獎金；目的是要藉由比賽選手的活躍表現，讓世人逐漸得知魔法的存在。而學園方為了監視超，派出了多名魔法老師與學生參賽，反而幫助超達成目標。
在麻帆良祭的第三天（第一次），利用世界樹的魔力施展「強制認識魔法」，成功令全世界的人意識到魔法的存在。當時涅吉眾人正在依文潔琳的魔法小屋內休息，因為超的計謀使他們出來後已跳過一個禮拜的時間，完全無力阻止超的計畫。之後涅吉與契約夥伴們用「仙后座」重新回到麻帆良祭的第三天，藉由班長雪廣綾香的協助，利用合辦活動「火星機械軍團V.S.學園防衛魔法騎士團」讓麻帆良全體學生一起參與阻止超鈴音的計畫。
自稱是來自火星的未來人，輸給涅吉後說出自己是涅吉的子孫。當涅吉說希望與超一同成為「高強的魔法師」時，超對涅吉說：「這是只能對你未來伴侶說的話，而我們可是有血緣關係。」麻帆良祭篇結束後，利用時間魔法返回未來。
從258時間目中可以看出，超所指的「火星」其實就是「魔法世界」。在281時間目, 茶茶丸以契約道具的方式召喚了超從未來的發明「二一三零式超包子衛星支援系統『騰空貓』」；可見超履行了自己所說的，回到屬於自己的戰場（即未來世界）繼續努力。
儘管由於歷史的改變，「超家族譜」的內容已經變化（來自葉加瀨之手的假貨，而原本被明日菜燒掉的那本族譜是真是假就除了超鈴音外無人得知了），但是超鈴音在一百三十一年後明日菜甦醒後再度登場，與涅吉及全班同學團聚並一同參加畢業典禮。
續作《悠久持有者》中得知由於超鈴音將明日菜送回過去以及明日菜留在過去而改變了歷史，因此在《魔法老師》的世界觀中最後在明日菜的幫助下變成了Happy Ending。而在《悠久持有者》中因為沒有發生超鈴音把明日菜送回過去以及明日菜留在過去的事件，因此變成了平行世界。《悠久持有者》中提及由《魔法老師》世界的超鈴音將該世界涅吉最珍惜的記憶送到《悠久持有者》世界。
戰鬥技能
超鈴音擅長中國武術，與古菲不相上下；但流派與古菲不同，為「北派少林」。她曾在學園祭中穿著一件以未來科技製成的高性能戰鬥服，且戰鬥服背後的時光機讓超可以自由使用時空跳躍，一般魔法師完全不是她的對手。她特別製造了一種時空跳躍彈，被擊中的目標將被強制傳送到未來，不過這種子彈只有在麻帆良祭期間、世界樹魔力達到巔峰時才能使用。
她會使用火系魔法有『魔法射手·火箭』、『紅色火焰』、『槍之火蜥蜴』、『燃燒的天空』。但要依靠特殊咒印才能發揮魔力與涅吉對戰。在涅吉與班上同學試圖勸止超回到未來時，超拿出「最終兵器」《超家族譜》（後被明日菜燒了），據說裡面記載了涅吉將與誰結婚、生了幾個孩子等等，靠著此兵器使班上同學搶著閱讀而陷入混亂。

### 長瀨楓
配音员：白石凉子
座號是20號。
她是一名甲賀流忍者，每個周末都會到郊外修行；但初期她否認是忍者，後來得知她的位階是中忍。使用甲賀流忍術及自創的「楓忍法」。是「武道四天王」的一員，也是「笨蛋戰隊」的藍色笨蛋。與鳴瀧風香和鳴瀧史伽住在同一間房間，傳授兩姊妹一點忍術。
性格非常成熟、冷靜。總是瞇著眼睛，運動神經和動態視力非常好。在說話時常常自稱“在下”（拙者），說話時語尾帶禮貌語「是也」（ござる）。手機鈴聲是〈教父愛的交響曲〉。她是「胸圍Top 4」之中胸部第2大的人，平常喜歡用纏胸布代替胸罩。
在故事一開始時，她並不知道魔法師與魔法的存在。某個周末，她到郊外修行，偶然在野外遇到失落的涅吉，帶著涅吉一起體驗她的修行，讓涅吉打起精神。她在涅吉面前展現忍者的實力，涅吉稱讚她「不愧是忍者」，但她假裝聽不懂涅吉在說什麼。當時她對涅吉說，她早已發現涅吉是魔法師，只是沒把這件事告訴別人。該日晚間，她讓涅吉先進油桶裡泡澡，自己隨後站在涅吉眼前脫光後跟著進去一起泡澡，完全不在意被涅吉看到裸體，反而是涅吉羞得滿臉通紅、不敢直視她。
京都修學旅行中，楓接到「笨蛋隊長」綾瀨夕映的委託，與龍宮真名、古菲一同前往支援涅吉。
麻帆良祭武道會後，開始與犬上小太郎一起修行，並指導他分身術的要訣。
超鈴音事件中為掩護涅吉而與真名戰鬥，結果不分勝負，從此兩人常在各方面互相競爭。
在魔法世界裡與眾人失散後，曾使用「矇上眼睛與龍戰鬥」的方式修行。
與涅吉的契約道具為「天狗之隱簑」，是一件能夠隱形於背景之中的披風，裡面有一間附有廚房的房子。
據說最後修行至可以肉身穿越宇宙。

### 那波千鶴
配音員：小林美佐、演員：谷本安衣
個人資料
座號：21
出生日期：1989年1月29日
星座：水瓶座
身高：172 (cm)
三圍：94-63-89 (cm)
血型：A型
喜歡的東西：悠哉生活、關愛他人
討厭的東西：孤獨
所屬社團：天文社
班級幹部：無
出版資訊
單行本背表紙：0回
單行本裏表紙：1回（8卷）
人氣投票：9位→17位→19位→14位→22位→22位→19位
契約卡片資料
名前表記：NABA CIZURU
稱號：SERVATOR STELLARUM（天體觀測者）
德性：caritas（愛）
方位：auster（南）
色調：Viola（菫色）
星辰性 	Ceres（ケラス）
契約道具：不明
凡事只按自己的步調走，稍微有點天然呆的性格，但是對不合理的事情則顯得很堅強。平常性格溫和，一旦被說年老就會發怒。手腕力道極大，曾將入侵麻帆良學園的上級惡魔的頭打到迴轉180度。母愛異常強烈，有慈愛精神，以保姆為目標，在麻帆良學園都市內的保育園志願做保姆的工作。
班上唯一直呼綾香名字的人，因為「我的綾香」這種問題發言，流傳著兩人是否有奇怪的關係的傳言。在路上撿到受傷的小太郎後將其帶回照顧，小太郎想搬走獨自生活時，被千鶴用蔥給「挽留」下來，從此把小太郎說成是「我們家的小太郎」。超鈴音事件中用望遠鏡發現了「大魔王」超鈴音，因此拿走最高額的獎金。
小太郎眼中的最強角色，戰力遠在綾香、愛衣、夏美與夕映總和之上。
在第332話中，與留在人類世界中的其他3-A的同學被札吉帶到魔法世界的戰場中。
在第340話中，確定與涅吉進行了暫定契約（常跟涅吉一起活動，又是那波重工的千金，在卡摩的建議下與涅吉接吻）。能力是刺中时可以回复疾病和异常状态的葱条，但相应的被刺中者要听从千鶴的命令。魔法名不明。

### 鳴瀧風香
配音员：古山贵实子
座號是22號。
鳴瀧史伽的雙胞胎姊姊，身體像小學生一樣，特徵是兩個辮子，鳳眼。個性開朗，喜歡搗蛋。
使用長瀨楓所教的隱身忍法，自稱「甲賀忍群」，擅長技能是利用雙胞胎的妹妹鳴瀧史伽所用的「鳴瀧忍法分身之術」。與楓和史伽同一間房間。
於第332話中，與留在人類世界中的其他3-A的同學被札吉帶到魔法世界的戰場中。
在第355話中，她高中畢業後結婚，生下了一個女兒。

### 鳴瀧史伽
配音員：狩野茉莉、演員：山本真菜香
個人資料
座號：23
出生日期：1988年12月6日
星座：人馬座
身高：128 (cm)
三圍：62-46-55 (cm)
血型：A型
喜歡的東西：打掃、甜食（史伽）
討厭的東西：毛毛的又長長的東西（如：毛毛蟲）
所屬社團：散步社
班級幹部：美化委員
出版資訊
單行本背表紙：1回（25卷）
單行本裏表紙：1回（25卷）
人氣投票：16位→24位→26位→28位→30位→27位→27位
契約卡片資料
名前表記：ARUTACI FUUCA ET FUMICA
數字：XXIII
稱號：GEMINAE SIMULATRICES（偽裝的雙子）
德性：temperantia（節制）
方位：auster（南）
色調：Luteum（橙色）
星辰性：Mars（火星）
契約道具：不明
鳴瀧風香的雙胞胎妹妹，身體像小學生一樣。和姊姊相比，她比較文靜，很害羞。特徵是團子髮型(包包頭)。使用長瀨楓所教的隱身忍法，自稱‘甲賀忍群’。擅長技能是利用風香所用的‘鳴瀧忍法分身之術’，與楓和風香同一間房間。
在第332話中，與留在人類世界中的其他3-A的同學被札吉帶到魔法世界的戰場中。
在第355話中，她高中畢業後結婚生下了一個女兒。

### 葉加瀨聰美
配音員：門脇舞以(舊名：門脇舞)、演員：内田りりこ
個人資料
生日：1988年7月14日
座號：24
生日：1988年5月12日
星座：巨蟹座
身高：145cm
三圍：74-54-76 (cm)
血型：B型
喜歡的東西：機器、魔法的工學應用
討厭的東西：非科学的事物
所屬社團：料理研究會
班級幹部：機器人工學研究會（大學）、噴射推進研究會（大學）
出版資訊
單行本背表紙：0回
單行本裏表紙：1回（18卷）
人氣投票：21位→30位→30位→29位→31位→28位→31位
契約卡片資料
名前表記：HACASE SATOMI
称号：MACINATRIX INSANA（正気を失った機械屋）
徳性：sapientia（知恵）
方位：occidens（西）
色調：Argentum（銀色）
星辰性：Uranus（天王星）
她是其中一個全班之中最好成績的一人，學年成績超高(第二)。沒有男朋友。綽號叫「博士」，是個戴眼鏡的女孩。她只會對自己感興趣的東西作研究，而她其中一件製成品是絡繰茶茶丸。經常在麻帆良大學工學部的研究室裏睡覺，上學日騎賽格威上學。參與了絡繰茶茶丸的製作，並擔任其支援工作。
她在麻帆良祭第三日曾經幫助超鈴音啟動魔法，強制令全世界的人都認識魔法的存在(第一次)，在施法後的一天內令世界上沒有仇恨、只有和平(第二次)。知道涅吉是魔法師的學生之一。崇拜著名物理學家阿爾伯特·愛因斯坦及其和平主義理念，認為將自己最喜歡的科學用於和平用途是很幸福的事情，立志將科學與魔法融合後的力量運用於幫助世界和平。平時衣著變化不大，只常穿制服、實驗衣與T恤。曾拿出「假的」超家族譜，告訴大家「未來是空白的」。不知是真是假，据说已和某总督结婚。

### 長谷川千雨
配音员：志村由美（動畫版、OAD版、广播剧CD版、游戏版、剧场版、CR魔法老师）/御堂ダリア（悠久持有者動畫版以後）
座號是25號。
不進行高風險比試的主義者。缺乏團隊精神，認為班級裏的女孩子們都還只是「小鬼」。
平常在班上並不顯得突出，其實是電腦網路世界裏的超級駭客兼No.1的網路偶像「千羽」（ちう），blog網址為「www.chi-u.co.jp」，涅吉每天都有去看；在主頁上面除了每天定時更新的日記外，還發表了很多「千羽」的Cosplay照片（經過程式修圖）、以及超越國中生水準的評論文章。
認為自己是長相普通的國中女生，暗自羨慕其他天生麗質的同學（如雪廣綾香、佐佐木蒔繪等）；實際上本人相貌與身材均相當出色，只是缺乏自信。視力1.2，戴眼鏡是因為沒有眼鏡就很難應付別人。長髮全部放下時，相貌極度近似神樂坂明日菜，除了長到胸部的鬢髮。
理性思考的現實主義者；對於涅吉等人引起的異常事件，不像其他學生那樣輕易接受，經常帶著懷疑的心態進行分析。原本和涅吉關係並不好，但隨劇情發展而有所改善，認為涅吉以一個十歲小孩來說有太多煩惱。
於麻帆良祭第三日和涅吉訂立暫定契約。從者道具為「力之王笏」，具有以精神形式進入電腦網路世界，平時以聽覺方式讀取電腦資訊，能夠自由變裝各種服裝造型，以及變出附加道具讓伙伴使用等諸多功能。後期千雨的力量已強化到可以入侵高強度魔法結界並將其破解，是涅吉的從者中少數能兼顧科學與魔法力量的珍貴戰力。
在魔法世界裡，很長一段時間代替明日菜成為涅吉的監護人，在涅吉煩惱時常給予不同角度的建議。涅吉在拉坎住處修煉「黑暗魔法」昏迷之際，千雨不眠不休地看護涅吉兩天兩夜，因為不能接受涅吉可能因學習「黑暗魔法」失敗而死，差點斷送涅吉的魔法生命。
在第355話中，她從大學畢業後徹底成為網路宅女，暗中担任ISSDA特别顧問。
經作者在悠久持有者的特典訪談中證實，她就是當年涅吉暗戀的女孩子，並且在解決尤達的七年後結婚。
眾角色中被認為最像《純情房東俏房客》女主角成瀨川奈留。
在續作悠久持有者第138話中，得知涅吉在畢業典禮後拒絕了和香和夕映的告白並向她告白，但卻被千雨拒絕而讓涅吉受到打擊。
在續作悠久持有者第140話中，正式畫出她和涅吉結婚的場面。
其他相關資料
- 對涅吉好感度排行：全班第11（35分）
- 特殊能力：網路（駭客）
- 契約道具：力之王笏

道具能力：讓意識連上網絡世界、隨意變裝

### 依文潔琳·安塔娜西亞·凱蒂·麥道威爾
配音员：松冈由贵
暱稱依文潔琳（エヴァンジェリン）、依文，是赤松健的漫畫作品《魔法老師》及其動畫版等的登場人物。麻帆良學園中等部2-A以及3-A的學生，座號是26號。
名字通常使用縮寫的「依文潔琳·A·K·麥道威爾」，以避免別人知道名字中有「Kitty」（小貓）這個字。名字中的「Athanasia Kitty」是「不死的小貓」的意思，暫定契約卡上寫的卻是「ATHANASIA ECATERINA」。
是一名吸血鬼真祖，經歷過多次戰鬥，是與納吉·史普林菲爾德、傑克·拉坎等英雄齊名的的最強魔法使。
出生於百年戰爭期間。原本為人類，幼年在領主的城堡中過著公主般的生活。10歲生日醒過來後發現自己被變成吸血鬼，從此不再是人類，身體停止成長。殺了讓自己變成吸血鬼的男人後開始流浪。
在魔法世界被稱為「人形師」〔〕、「暗之福音」〔〕、「不死的魔法師」〔〕、「外表年幼的黑暗魔王」〔〕、「邪惡之音信」〔〕、「禍音之使徒」〔〕，被魔法世界懸賞600萬美元通緝中。
髮型是一頭金黃色的姬髮式，平時是以身材短小的中學生姿態出現，但是可以用幻術將身材樣貌變成成年女人。幻術使用的力量源自滿月與少女血液。電視劇版中，平時髮色為黑色，魔力強時髮色為金黃色。電視劇版由三輪瞳飾演成年樣貌的依文，角色名稱為「Lady Eva」（レディ・エヴァ）。
穿上用蝙蝠製成的斗篷後能飛行空中。能讀取人類的心。白天非常容易疲倦。有花粉症。不會游泳。
擁有不死身，所以不擅長治癒系魔法。
有時候會戴上眼鏡，不過吸血鬼真祖的視力遠超過常人，戴眼鏡是為了改變形象。
與人偶使魔絡繰茶茶丸、茶茶零同住於麻帆良學園都市內的一間小屋（麻帆良學園都市櫻之丘4丁目29號）。
為了解開被納吉所施加的魔法，曾強行吸取與納吉有血緣關係的涅吉·史普林菲爾德之血液，把涅吉嚇得大哭；對涅吉產生好感後罷手。在與涅吉對峙期間被神樂坂明日菜飛踢兩次，而且都是被踢到臉頰。
修學旅行時藉由校長的幫助，暫時性離開麻帆良，到京都救援涅吉；在沒有結界束縛之下，在涅吉面前展現出火力全開的「真正高強魔法師戰鬥的姿態」。
對世局採取漠不關心的態度；麻帆良祭時，雖然知道超鈴音的目的，卻選擇置身事外。
涅吉前往魔法世界前，依文曾與他單獨深談了一夜；雖然在其他人面前表現得蠻不在乎，但其實很擔心未成熟的涅吉。
雖然無法跟涅吉一同前往魔法世界，但依文以過去留在魔法世界的卷軸（拉坎曾跟依文打賭打贏而拿到）裡面的複製靈幫助涅吉習得「黑暗魔法」，之後還協助涅吉控制黑暗魔法的暴走。
在第352話，她和超鈴音在已結束沉睡的明日菜的面前出現，幫助明日菜返回2004年與全班同學團聚。
在第355話的最后一頁中，她說：「些許的勇氣是真正的魔法。少男少女啊，胸懷大志吧！那一步就能夠改變世界。」
在續作悠久持有者當中，以女主角雪姬的方式登場。
在續作悠久持有者第140話中得知，在沒有近衛刀太的時間線裡與納吉·史普林菲爾德結為連理。
戰鬥技能
世界最強的魔法師之一；除了擅長冰系魔法外，並自創「黑暗魔法」。啟動魔法的咒語為「lic lac la lac lilac（リク・ラク・ラ・ラック・ライラック）」。
為了消磨一個世紀的時間，開始研究日本的傳統武術「合氣柔術」，多年來已修煉到達人級，即使沒有魔力也很強。
於學園中，通常使用魔法藥作為觸媒施展魔法。滿月之時魔力增強，並能於學園內（魔力被封印）借吸取人血得回一定程度的魔力。
人際關係
對納吉有好感，並曾嘗試追求納吉；但15年前被納吉施加奇怪的詛咒魔法「上學地獄」，魔力被封印到極限。之後被送到麻帆良學園中等部就讀並作為學園警衛（查探任何進入學園都市內部結界的入侵者），畢業後必須從一年級重讀至下一次畢業，深信納吉終有一天會回來為她解咒。在涅吉找到納吉以後，涅吉為她解咒。
京都修學旅行後接受涅吉的委託，在能把一小時延長到一天的魔法小屋裏幫助他進行修煉，被涅吉稱作「師父」（Master），以吸血作為學費，對涅吉施以地獄般的特訓。麻帆良祭後又收了犬上小太郎與明日菜為徒弟，三人一致認為依文是「恐怖的師傅」。
依文對涅吉說：『魔法師的戰鬥風格分為兩種，一種是擔任後衛、前方交給從者戰鬥、在後方使用強力的術式的「魔法師」；另一種是擔任前衛、站在前線與從者一起戰鬥、重視速度使用著格鬥和魔法的「魔法劍（拳）士」』。涅吉最後是選擇「魔法劍（拳）士」。
在麻帆良祭武道會上，對櫻咲剎那說：「生下來就背負著不幸的你，讓我感到一股親切感。」使用幻術與剎那在精神世界裡認真對決。在剎那通過精神考驗後，現實中的依文也選擇敗北。戰後，對明日菜與剎那說出自己邪惡的過去，要兩人別把她當成好人看待。
曾說過討厭明日菜；但茶茶零說，其實直率的明日菜是依文最欣賞的類型。也只有明日菜可以毫不客氣的吐嘈依文與打破依文的魔法障壁。
能看到幽靈，會關心孤單的小夜。
相當佩服五月，認為她是具有明確目標且腳踏實地的人。
在麻帆良祭中被阿爾比雷歐·伊馬耍得團團轉。茶茶零說，阿爾與納吉是依文唯二的天敵。
榮譽
2011年4月29日，英國的綜合性日本文化網站《Japanator》（Japanator.com）公布十大英國籍日本動漫角色排行榜（The 10 best British anime characters），依文名列第八名。
其他相關資料
- 對涅吉好感度排行：全班第13（32分）
- 特殊能力：吸血鬼（真祖）、魔法（冰系、黑暗系）

### 宮崎和香
配音员：能登麻美子
麻帆良學園中等部2-A以及3-A的學生，座號是27號。
喜歡涅吉，曾經在修學旅行告白過，涅吉並沒有直接回覆。在枕頭大戰時意外之下和涅吉接吻簽訂「暫定契約」，在麻帆良運動大會時再次和涅吉接吻。
和涅吉定下「暫定契約」的道具是「本我繪圖日記」，可以將已知名字的對象內心想法以圖文日記的方式呈現在書上。菲特曾說「本我繪圖日記」是傳說等級的魔法道具，在魔法世界篇，宮崎和香取得「鬼神童謠」可以直接得知對方名子的魔法道具搭配下將「本我繪圖日記」能力大幅提高

### 村上夏美
配音员：相泽舞
麻帆良學園中等部2-A以及3-A的學生，座號是28號。
自認是在班上眾多可愛女生中不太顯眼的普通女初中生，對自己的身材和雀斑感到自卑。和那波千鶴、雪廣綾香住在同一間宿舍，稱呼同年齡的千鶴為「千鶴姊」（ちづ姉）。
千鶴撿到犬上小太郎後，夏美被迫成為小太郎的親戚以說服綾香。故事進行中夏美逐漸喜歡上小太郎，因為小太郎對女性很溫柔，夏美認為自己的競爭者太多而感到不安。
因偷偷跟蹤涅吉魔社而誤闖入魔法世界，傳送門港事件後後與和泉亞子、大河內晶一同行動。亞子病倒後，為了支付100萬德拉克馬幣的醫藥費，三人共同做女侍應工作來還債；涅吉與小太郎為此以年齡詐稱藥變身為大人姿態，分別化名「納吉」與「小次郎」參加拳鬥士大賽賺錢。
夏美在第262堂課中跟小太郎訂立了暫定契約。從者道具為「孤獨的黑子」，透過感官盲點達到隱身的效果，觸碰持有者亦有相同效果，但只要發動攻擊就會失效。
為追回進行修業旅行的小太郎而前往魔法世界，結果被卷入比2003年夏天還重大的事件中，經過那些事件後原本平凡的她也變得強大起來，在與小太郎重逢時連續從死角揍了他七拳。一直不能坦率的兩人終於在2015年結婚。

### 雪廣綾香
配音员：皆川純子；演員：大塚麗衣、福原遙（小時候）
座號是29號。
個性清廉正直、深受同學信賴，總是擔任著領導者的角色，常常在很多地方都很出風頭，因此在高中部也很有名。
才色兼備的美人，長谷川千雨認為她跟佐佐木蒔繪都是屬於天生麗質、不需多加修飾的類型：除了成績優秀以外，也懂得使用合氣道的「雪中花」、「天地分斷掌」等招式。
身為雪廣財閥的次女，不希望被別人認為是仗勢凌人的大小姐，故很少濫用財富與權勢；但只要跟涅吉扯上關係就會不顧一切，容易被煽動參與爭奪涅吉。
小時候經歷過弟弟夭折的創傷，養成她疼愛小男生的習慣。在涅吉抵達麻帆良學園的第一天，2-A全班舉辦涅吉的歡迎會，她送給涅吉的禮物是涅吉半身銅像。此後，她多次直接展現自己對涅吉的愛意，被神樂坂明日菜謔稱「戀男童癖」（正太控）。
與那波千鶴、村上夏美同一寢室，相信犬上小太郎是夏美的親戚（千鶴為此編出一段小太郎的悲慘過去）而同意讓小太郎寄宿。
跟明日菜從小時候初次見面開始就互相對立，實際上兩人非常了解彼此、是極為要好的朋友；明日菜與涅吉吵架時，明日菜向隆道告白被拒絕時，安慰明日菜的都是綾香。
與小太郎初次見面時互看不順眼，但事後綾香仍然相當善待小太郎，小太郎亦把綾香視為家人與保護對象。
麻帆良祭中接受涅吉的請求，利用主辦單位權力在麻帆良祭第三日舉行「火星機械軍團V.S.學園防衛魔法騎士團」活動，與蒔繪在不知實情的狀況下協助千雨執行駭客戰。
得知明日菜創立涅吉魔社後相當不高興。當依文潔琳放出消息「只要搶到白色胸章就能成為社員」後，綾香用武力與耍賴都對明日菜無效；之後兩人和解，綾香承諾不再過問涅吉魔社的事情，但明日菜未來必須說出所有真相，而且要好好保護涅吉與明日菜自己。
在涅吉魔社前往英國時，綾香動用私人噴射機（外觀彩繪為涅吉肖像畫）帶領其他同學一起追到英國；不過綾香遵守與明日菜的承諾，並沒有參與跟蹤涅吉魔社。
班上唯一能與札吉·雷妮蒂正常對話的人物。於332話中，與留在人類世界中的其他3-A的同學被札吉帶到魔法世界的戰場中。
在2003年麻帆良祭第一天，看到被柿崎美砂設計扮成「迷你裙風狐狸女孩」的涅吉，興奮到噴鼻血倒地。2003年9月2日，在卡摩安排下，在放學後無人的教室裡單獨與涅吉會面，看到穿著水手服的涅吉後興奮到噴鼻血倒地，甦醒後與涅吉接吻訂下暫定契約（吻得非常用力，暫定契約系統產生逆流，讓涅吉嚇得翻白眼及抽搐，涅吉的暫定契約卡跑出來），其暫定契約卡的能力是不用預約、就能任意與任何人見面的稀有能力（菲特認定是稀有中的稀有）。
對涅吉好感度排行全班第4（52分），特殊能力為領導、合氣柔術。
明日菜從沉睡一百三十年後甦醒(2135年)並返回人類世界後已死亡，並從雪廣綾香的曾曾曾孫女得知雪廣綾香一直活到2104年都在等待明日菜返回人類世界再相見。
在ISSDA成立後，她經常陪伴在涅吉和明日菜的身邊。

### 四葉五月
配音員:井上直美(舊名：井之上直美)、演員:清水芽衣
個人資料
生日:1988年5月12日
座號 　30
星座	金牛座
身長	156cm
三圍 　86-76-87 (cm)
血型 　A型
喜歡的東西 　料理、吃的人很高興
討厭的東西
所屬社團 　料理研究會
班級幹部 　給食委員
出版資訊
單行本背表紙 	1回(9卷)
單行本裏表紙 	1回(27卷)
人氣投票 	27位→22位→28位→22位→27位→29位→28位
料理專家，有著學園中人人稱讚的一流手藝。被年紀大的男性稱為「小月」。將來的夢想是有自己的店。因為對生活腳踏實地，總是向前看，所以被依文在同學裏所認可的唯一「人類」。跟超鈴音關係良好，與她在學校內經營「超包子」輕軌電車飲食攤生意，超鈴音事件後接受超委託繼續經營「超包子」。
漫畫版中說話台詞沒有對話框，曾用美食與真誠的態度鼓勵喝醉酒的涅吉。第73堂課中生氣時背景出現無尾熊。
在355話中，她在法國和中國留學回來後仍經營「超包子」，同時在舊世界和魔法世界之間的轨道電梯上開設「超包子」的分店。

### 札吉·雷妮蒂
配音員:豬口有佳、演員:畠沢妙佳
個人資料
座號 	31
出日:1989年3月17日
星座 　雙魚座
身高 	151 (cm)
三圍 	77-51-75 (cm)
血型 	B型
喜歡的東西 	人類
所屬社團 	曲芸手品部
出版資訊
單行本背表紙 	1回(32卷)
單行本裏表紙 	1回(32卷)
人氣投票 	29位→20位→23位→26位→19位→15位→22位
契約卡片資料
名前表記 	ZAZIE RAINYDAY
數字 	XXXI
稱號 	魔界的公主
德性 	justitia（正義）
方位 	septentrio（北）
色調 	Nigror（黒）
星辰性 	Pluto（冥王星）
契約道具 	不明
她出場次數極少，直到連載第72話才說了第一句臺詞，是個無口少女。身體很輕，擅長在高空盪鞦韆。似乎與一些疑似魔族生物有著不太尋常的關係，實際上本身就為魔族之人。
札吉有一個孖生姐姐波呦·雷妮蒂，外表幾乎一樣，姊妹之間能互相感覺對方現在的狀態；札吉就藉由波呦來獲知身在魔法世界的涅吉等人的動向。
在第355話中，她在魔法世界擔任友好大使。
《魔法老師！？》特有設定
說話的場合變多。時常說許多諧音的冷笑話，然後由別人來評分。

### 安娜·尤莉艾溫娜·可可羅瓦
配音員：廣橋涼(2005年動畫版) / 齋藤千和(2006年動畫版、OAD版、廣播劇CD版、CR魔法老师)
安娜·尤莉艾溫娜·可可羅瓦
自報姓名時自稱「安娜·可可羅瓦」。參照《魔法老師》中文版單行本第20集與《魔法老師！？neo》中文版單行本第4集第15話。</ref>是赤松健的漫畫作品《魔法老師》及其動畫版等的登場人物，通稱阿妮亞（アーニャ）。她在原作中的出場機會很少，但在藤真拓哉作畫的衍生漫畫《魔法老師！？neo》中與神樂坂明日菜並列為兩大女主角。
原作設定
她於1992年11月25日在俄羅斯出生，名稱亦是由俄語改成。
她是一個貪吃又不肯認輸的人，和涅吉·史普林菲爾德是小時候就認識的青梅竹馬。為了不影響自己的形象，她會在初次見面的人面前盡量做出一個良好印象。
她與涅吉同樣是梅爾帝亞納魔法學校2002年度畢業生，但她是跳級畢業。魔法學校畢業考結束後，她的修業課程是被分發至英國倫敦擔任占卜師。她於倫敦攝政街內的小巷幫人占卜，頗有名氣。長大後在梅爾帝亞納魔法學校擔任教師。
就讀梅爾帝亞納魔法學校期間，她常常協助涅吉潛入魔法學校禁咒書庫以自學魔法。
單行本第20集，她於2003年暑假時親自前往日本找涅吉，並想借「涅佳涅想看他」之名將他帶回英國，但被近衛木乃香以俐落的交涉手腕阻止，還被木乃香說中自己喜歡涅吉。
她擅長火系魔法，教訓涅吉時使用火系魔法「阿妮亞火焰踢」、「阿妮亞火焰鐵拳」，另外也會使用回復系魔法。
她非常在意別人的胸圍，認為胸部大的女生都是敵人。她曾試圖在麻帆良市立游泳池加入讓池內所有人變成貧乳的魔法藥，被宮崎和香制止。
衍生作品特有設定
她在倫敦擔任占卜師時，一開始因占卜結果經常不準確而飽受顧客批評，使她很想逃避這項修業課程，親自前往日本找涅吉以尋求安慰；但在親眼見證涅吉的努力之後，基於不肯認輸的心態，返回倫敦繼續擔任占卜師。返回倫敦後，她的修業課程還是不順遂，她一直覺得自己是獨自奮鬥。
涅吉的修業課程相對順遂，引發她的嫉妒，她的嫉妒心態引發藏在梅爾帝亞納魔法學校內的「星之水晶」的共鳴；她偷走了星之水晶，卻也被星之水晶操縱心智，星之水晶的碎片引發一連串的妖精事件，導致涅吉及其學生遭受星之水晶的死亡威脅。
在她眼裡，涅吉是又矮又笨的小孩子，只要她不在身邊就沒辦法做任何事。
星之水晶事件結案以後，星之水晶在層層戒護下被送回英國威爾斯，而她被麻帆良學園校長近衛近右衛門懲罰修業課程中止、從3年A班第一學期起就讀該班；她在首次進入3年A班教室時向全班宣布「以後涅吉就由我來照顧」，以涅吉的監護人自居。她在班上的座號是32號，與涅吉、明日菜及木乃香住在同一間宿舍。從此，她與明日菜並列為《魔法老師！？neo》兩大女主角，經常一起斥責涅吉與保護涅吉不受其他同學騷擾。
3年A班第一學期身體檢查，她將同屬貧乳的和香與綾瀨夕映同時推上自己前方左右兩側，命名為「阿妮亞洗衣板防護罩」，意圖藉此「抵抗」胸部比她大的同學；但此招被那波千鶴無意間破解，她的臉被千鶴埋在乳溝裡而呼吸困難。她初次見到同屬貧乳的依文潔琳，立即宣稱依文潔琳是她的夥伴；但涅吉向她告知依文潔琳的事蹟之後，她嚇得落荒而逃，此後她一直害怕依文潔琳謀害她。藤真拓哉稱她為「洗衣板女王」。
她原本不想加入校內任何一個社團，在她與木乃香打賭輸了之後勉強同意跟涅吉去參觀各社團，但沒有任何一個社團讓她想入社；直到她與涅吉被同屬「散步社」的長瀨楓、鳴瀧風香、鳴瀧史伽帶去散步之後，她才決定加入散步社。
3年A班全班在雪廣財閥的渡假島嶼渡假時，她開始意識到自己已經喜歡上涅吉，但堅稱自己只是涅吉的監護人。同樣是3年A班全班在雪廣財閥的渡假島嶼渡假時，與明日菜、木乃香、櫻咲剎那一起在澡堂泡澡的她被木乃香說中自己已經喜歡上涅吉，羞得最先離開澡堂，還被明日菜嘲笑不敢坦率向涅吉告白。

### 全班學生姓名列表
| 座號     | 姓名                              | 概要                                                             | 魔法認知度         | 暫定契約有無       |
| -------- | --------------------------------- | ---------------------------------------------------------------- | ------------------ | ------------------ |
| (班導師) | 涅吉·史普林菲爾德                 | 男主角。天才的少年魔法師                                         | S                  | 戴奧托拉(現已解除) |
| 1        | 相坂小夜                          | 膽小的幽靈。                                                     | B                  | ○                  |
| 2        | 明石裕奈                          | 熱血                                                             | B                  | ○                  |
| 3        | 朝倉和美                          | 神出鬼沒                                                         | B                  | ○                  |
| 4        | 綾瀨夕映                          | 魔法世界的偵探。笨蛋黑。                                         | B→S                | ○                  |
| 5        | 和泉亞子                          | 可愛小護士                                                       | B                  | ○                  |
| 6        | 大河內晶                          | 水中的人鱼                                                       | B                  | ○                  |
| 7        | 柿崎美砂                          | 公認的好色大姐姐                                                 | B                  | ○                  |
| 8        | 神樂坂明日菜                      | 擁有魔法無效的能力。笨蛋紅。                                     | X→B→S              | ○                  |
| 9        | 春日美空                          | 田徑隊                                                           | S                  | △                  |
| 10       | 絡繰茶茶丸                        | 機器人。依文潔琳的從者。                                         | S                  | ○                  |
| 11       | 釘宮圓                            | 男孩子(?)                                                        | B                  | ○                  |
| 12       | 古菲                              | 從中國來的格鬥家。笨蛋黃。                                       | S(魔法そのものはB) | ○                  |
| 13       | 近衛木乃香                        | 京都的大小姐。魔力強大                                           | B→S                | ○△                 |
| 14       | 早乙女春奈                        | 同人誌                                                           | B                  | ○                  |
| 15       | 櫻咲剎那                          | 為一名神鳴流劍士。木乃香的青梅竹馬。喜歡木乃香(?)                | S                  | ○△                 |
| 16       | 佐佐木蒔繪                        | 影久的姐姐。很有元氣的天然呆。笨蛋粉紅。                         | B                  | ○                  |
| 17       | 椎名櫻子                          | 櫻子大明神                                                       | B                  | ○                  |
| 18       | 龍宮真名                          | 身高很高的巫女與黑皮膚的狙撃手。魔族和人類的混血兒。             | S                  | △                  |
| 19       | 超鈴音                            | 來自未來的中國人。萬能的天才。                                   | S                  | ○                  |
| 20       | 長瀨楓                            | 身高很高的忍者。笨蛋藍。                                         | S                  | ○                  |
| 21       | 那波千鶴                          | 很有母性魅力的女性。有著與年齡不相稱的感覺。                     | B                  | ○                  |
| 22       | 鳴瀧風香                          | 雙胞胎姊姊。喜歡惡作劇。                                         | B                  | ○                  |
| 23       | 鳴瀧史伽                          | 雙胞胎妹妹。喜歡掃除。                                           | B                  | ○                  |
| 24       | 葉加瀨聰美                        | 成績優秀的瘋狂科學家。                                           | A                  | ○                  |
| 25       | 長谷川千雨                        | 網路霸者                                                         | B                  | ○                  |
| 26       | 依文潔琳·安塔娜西亞·凱蒂·麥道威爾 | 封印在學園中的吸血鬼。                                           | S                  | (涅吉的師父)       |
| 27       | 宮崎和香                          | 與夕映既是朋友也是情敵                                           | B→S                | ○                  |
| 28       | 村上夏美                          | 普通人                                                           | B                  | △                  |
| 29       | 雪廣綾香                          | 班長。有錢人家的大小姐。看似與明日菜關係不好，其實是很好的朋友。 | B                  | ○                  |
| 30       | 四葉五月                          | 很會做菜                                                         | A                  | ○                  |
| 31       | 札吉·雷妮蒂                       | 來自未知世界的魔族。很少說話的角色。                             | S                  | ○                  |
| 32       | 安娜·尤莉艾溫娜·可可羅瓦          | 只在《魔法老師！？neo》轉入。                                    |                    |                    |

※「魔法認知度」為漫畫本編3-A對魔法的超常能力的認知度。
S - 持有同等魔法使的超常能力，和魔法世界有直接關係。
A - 從以前就知道魔法的存在。
B - 隨劇情知道魔法等的存在。
X - 過去與魔法沒關係，也沒發現魔法的存在。
※「暫定契約有無」表示有無與涅吉簽定暫定契約。
○ - 與涅吉定暫定契約。
△ - 與涅吉以外的人物定暫定契約。

### 座位與身高表
下列表格是全班同學座位表，講台在第1列之上。
|       | 第1行       | 第2行      | 第3行        | 第4行      | 第5行                                 | 第6行                             |
| ----- | ----------- | ---------- | ------------ | ---------- | ------------------------------------- | --------------------------------- |
| 第1列 | 相坂小夜    | 朝倉和美   | 雪廣綾香     | 椎名櫻子   | 鳴瀧風香                              | 佐佐木蒔繪                        |
| 第2列 | 村上夏美    | 長瀨楓     | 和泉亞子     | 宮崎和香   | 櫻咲剎那                              | 釘宮圓                            |
| 第3列 | 大河內晶    | 鳴瀧史伽   | 超鈴音       | 春日美空   | 四葉五月                              | 那波千鶴                          |
| 第4列 | 龍宮真名    | 柿崎美砂   | 神樂坂明日菜 | 近衛木乃香 | 古菲                                  | 葉加瀨聰美                        |
| 第5列 | 札吉·雷妮蒂 | 早乙女春奈 | 綾瀨夕映     | 長川千雨   | 明石裕奈                              | 絡繰茶茶丸                        |
| 第6列 |             |            |              |            | 安娜·可可羅瓦 (僅《魔法老師！？neo》) | 依文潔琳·安塔娜西亞·凱蒂·麥道威爾 |

下列長條圖是遊戲1時間目版設定的全班同學身高比較資料。縱軸為身高，單位為公分；橫軸為座號。全班平均身高為157公分。

## 麻帆良學園相關人物

### 魔法老師
近衛近右衛門(近衛近右衛門)
配音員：辻村真人、演員：佐藤蛾次郎
麻帆良學園校長(學園長)，關東魔法協會理事，是麻帆良學園最強的魔法老師。他是梅爾帝亞納魔法學校校長的老友，認識涅吉的爸爸納吉。
近衛木乃香是他的孫女。
第19集透露，相坂小夜為以前喜歡過的女生。
高畑·T·隆道(高畑・T・タカミチ)
詳見#紅色之翼。
瀨流彥(瀬流彦)
配音員：白石稔
麻帆良學園中學部的魔法老師。目前單身。
康達爾菲尼(ガンドルフィーニ)
麻帆良學園的魔法老師。戴眼鏡的黑人。以槍和小刀作為主要武器。家裡有身為普通人的妻子和剛剛升小學的女兒。酒量好像不太強。
貳集院光(弐集院 光（にじゅういん みつる）)
麻帆良學園的魔法老師，以日本搞笑藝人伊集院光為藍本，體型微胖的瞇眼男。會操縱電子精靈。啟動魔法的咒語：「肉包、披薩包、魚翅包！服從我貳集院光的命令！」有一個幼稚園程度的女兒，也會使用魔法。
神多羅木
麻帆良學園的魔法老師。帶著墨鏡、蓄著絡腮鬍的大叔，擅長使用風系魔法。
明石教授(明石教授)
麻帆良學園大學部的教授。裕奈的父親，夕子的丈夫。40歲多。戴了眼鏡的經常笑容的男性。對於身邊衣著打扮等生活瑣碎的事不檢點，收藏許多金髮美女的寫真集。夕子過世後，維持單身。英語會話相當熟練。正在對關於學園內的魔法師牽涉的事件進行調查。
葛葉刀子()
麻帆良學園大學部的女性教師，姬髮式的眼鏡娘，年齡推測大約是27～36歲。離婚一次。是個嫻熟的神鳴流劍士。1995年，與西洋魔法師結婚，不過來關東之後就離婚了。平常沉著冷靜，不過相當介意自己的年齡，對再婚的事相當著急。現在與普通人的男朋友交往中。對來到麻帆良學園的剎那教導劍術。
夏克蒂(シャークティ)
配音員：井上麻里奈（廣播劇CD版）
麻帆良學園的女教職員、魔法師。黑人修女。擔任美空和可可涅的指導老師，好像是個很嚴厲的人。武器是十字架。

### 普通老師
源靜奈(源 しずな)
配音員：井上喜久子、演員：及川奈央
出生日期：1974年6月28日生
星座：巨蟹座
血型：AB型
喜歡的東西:日本酒
討厭的東西:香煙的味道。
麻帆良學園中學部英語教師，涅吉的指導老師，有著一對有99cm大的巨乳，同時是眼鏡娘。
單行本第20集，2003年暑假期間在麻帆良市立游泳池游泳，在池中依然戴眼鏡。
在2005年動畫版中是保健室老師，在2006年動畫版中未登場。在電視劇版中是生涯輔導老師，會使用魔法；在2005年動畫版中不會使用魔法。
新田()
麻帆良學園中等部教師、學園廣域生活指導員。戴眼鏡的中年教師，任教科目是現代國語。對待學生與涅吉，都是同樣嚴厲，外號「魔鬼新田」。《電腦情人夢》即有相同角色。
修學旅行時，涅吉曾被他命令與所有參加「親熱接吻大作戰」的班上同學一起罰跪，但涅吉完全不知道有「親熱接吻大作戰」這回事。
二之宮(二ノ宮)
麻帆良學園中等部教師，任教科目是體育，是新體操社指導老師。

### 魔法學生
高音·D·古德曼(たかね・D・グッドマン)
配音員：志村由美(遊戲版)/井上直美(廣播劇CD版)
是一位就讀於麻帆良學園聖烏爾斯拉女子高中(麻帆良学園聖ウルスラ女子高等学校)2年級的魔法學生。於麻帆良祭期間，曾幫助阻止學生於世界樹下表白，及和涅吉於麻帆良武道會交過手；不過亦因為她在戰鬥中有多次被脫衣的經驗，令她在應付田中等等會放出「脫衣光線」的機械人時勇氣盡失，被春奈稱為「烏爾斯拉的脫衣女」(ウルスラの脱げ女)。擅長使用影子系魔法。
在麻帆良武道會中與涅吉交戰時，以自己用影子系魔法召喚來的戰鬥服裝與巨大人偶出賽，在戰鬥中直視涅吉的臉時忽然羞紅了臉，被涅吉擊昏導致召喚中止，戰鬥服裝與巨大人偶隨之消失；甦醒後驚覺自己全裸跪坐在涅吉面前，羞得披上涅吉借給她的披風大哭逃離會場。
多次和涅吉交手戰敗，而喜歡上涅吉；在最後一次被涅吉戰敗後，還希望涅吉能主動把她脫光、並且和她交往。
在第355堂課中，她與明石裕奈、佐倉愛衣、夏目萌在魔法世界擔任特工。
佐倉愛衣(佐倉愛衣)
配音員：門脇舞以(遊戲版)/中村知子(OAD版)
是一位就讀於麻帆良學園本校女子中等部2年D班的魔法學生、美化委員，是在美國約翰遜魔法學校留學中用魔法演習取得全A成績的秀才。有著意外對流行很敏感的性格。原型為《純情房東俏房客》動畫版原創角色成瀨川梅(成瀬川メイ)。
懂得使用無詠唱魔法，更擅長使用風系與火系魔法；只不過她非常害怕水，而且原因不明。
仰慕高音·D·古特曼，稱高音為「姐姐」(お姉様)，甚至與高音簽訂暫定契約；契約道具為「我愛打掃」，外表是把掃把，效果是「全體武裝解除」。
由於高音的命令參加「麻帆良武道會」，不過在正式選拔賽的第1回戰中被小太郎擊落水中超過十秒而落敗，因不會游泳而大聲呼救，被小太郎救起。從此以後經常與小太郎來往，既尊敬又愛慕比自己年輕的小太郎。
在第355堂課中，她與明石裕奈、高音、夏目萌在魔法世界擔任特工。
夏目萌(夏目 萌)
暱稱是「小萌」。麻帆良藝大附屬中學2年級的魔法學生。是個眼鏡娘。使用水系的魔法。與高音定有暫訂契約。
在第355堂課中，她與明石裕奈、高音·D·古特曼、佐倉愛衣在魔法世界擔任特工。
可可涅·法帝瑪·羅薩(ココネ・ファティマ・ロザ)
配音員：豬口有佳
在魔法世界中失去雙親的孤兒。麻帆良學園初等部的學生與魔法師。黑人女孩、體型嬌弱瘦小。繪畫技術很好。拿手技術是竊聽細小微量的念話(心電感應)。
與美空一起師從夏克蒂，是美空的暫定契約主人。
在第300話中透露其身份為帝國移民計劃實驗體18號。
在第355話中，她和美空在麻帆良擔任警衛。

### 普通學生
英子()
配音員：井上喜久子(2005年動畫版、遊戲2時間目版)/淺川悠(遊戲1時間目版)
麻帆良學園聖烏爾斯拉女子高中2年D班學生，是躲避球社「黑百合」的主將。主張為了求勝可以不擇手段，並奉為「黑百合」的原則。
美美()
配音員：小林優(2005年動畫版)
麻帆良學園聖烏爾斯拉女子高中2年D班學生，躲避球社社員，英子的朋友。
詩衣()
配音員：白石悠花(2005年動畫版)
麻帆良學園聖烏爾斯拉女子高中2年D班學生，躲避球社社員，英子的朋友。
春日直哉(春日なおや)
麻帆良學園本校男子校的學生，隸屬躲避球社。
2003年麻帆良祭的第一天向英子告白，被受命阻止學生告白工作的真名干擾而失敗。後來和英子一起參加了麻帆良祭的最佳情侶競賽，得到准優勝；在本次最佳情侶競賽的泳裝項目中，看著穿比基尼泳衣的英子而噴鼻血。此後，也與英子一起參加「火星機器人軍團v.s.學園防衛魔法騎士團」。
芹澤社長(せりざわ)
龍宮真名參與的麻帆良學園大學部射擊滑雪社的社長。和真名之前的主人(已死)樣貌相似。在麻帆良祭期間曾向真名表白，卻被工作中的真名擊倒。

### 麻帆良武道會參賽者
豪德寺薰(豪徳寺 薫)
麻帆良武道會的參賽者之一，髮型為飛機頭。會使用「遠當」，於預賽時與涅吉交手而敗北。後在大會上擔任解說。
在麻帆良祭的第三天與其他武道會參賽者一起參加「火星機器人軍團v.s.學園防衛魔法騎士團」。得到第七名。
大豪寺波奇(大豪寺 ポチ)
麻帆良武道會的參賽者之一。於第一輪第二回時與古奈爾交手，原本佔到優勢然而被一擊打倒。
在麻帆良祭的第三天與其他武道會參賽者一起參加「火星機器人軍團v.s.學園防衛魔法騎士團」。
中村達也(中村 達也)
麻帆良武道會的參賽者之一。個性熱血。於第一輪第三回時與楓交手，擅長凝聚氣，但不擅近身戰，被楓擊敗。
在麻帆良祭的第三天與其他武道會參賽者一起參加「火星機器人軍團v.s.學園防衛魔法騎士團」。
田中()
麻帆良武道會的參賽者之一，為麻帆良學園大學部工學系所製造的新型機器人兵器，型號為「T-ANK-α3」(ティー エーエヌケイ アルファスリー)，「田中」為其暱稱。其武器是從其口中發射的「脫衣光線」(脱げビーム)，可扒光被照射者全身衣物。於第一輪第五回時與高音交手，將高音扒光，被羞愧的高音一擊打入水中。
超鈴音旗下有超過2500架田中，為其實施計畫的主力。
山下慶一(山下 慶一)
麻帆良武道會的參賽者之一。使用3D柔術。於第一輪第八回時與依文潔琳交手，被一擊打倒。
在麻帆良祭的第三天與其他武道會參賽者一起參加「火星機器人軍團v.s.學園防衛魔法騎士團」。

## 涅吉相關人物
亞爾貝爾·卡摩米爾(アルベール·カモミール)
配音員：矢部雅史(動畫及遊戲版、廣播劇CD版) / 野澤雅子(電視劇版)
通稱「卡摩」，是一隻貂妖精，同時亦是涅吉的使魔。牠早年在威爾斯的草原上被捕獸夾夾傷，被涅吉救起並以魔法治癒，從此尊稱涅吉為「大哥」。
牠極度好色，在魔法世界偷取2000件女用內衣內褲後被通緝，逃至日本，裝可憐成功獲得涅吉同情，與涅吉一起行動。牠鼓吹涅吉多跟班上女同學簽立暫定契約，實際上是為了賺契約仲介費。牠稱明日菜為「大姊頭」，明日菜稱牠為「色貂」。
在第355話中，牠成了春奈的助手。
犬上小太郎(犬上小太郎)
配音員：松本幸（遊戲版） / 井上麻里奈（OAD版、廣播劇CD版）
除了涅吉之外出場最多的男性角色，本書的第二男主角，與涅吉同年齡的少年，是來自關西地方的「狗族」人，沒有父母。頭上的狗耳與背後的狗尾是其特徵。曾與涅吉敵對，後來住在那波千鶴及村上夏美的宿舍，化名為「村上小太郎」，成為麻帆良學園初等（小學）部學生。
喜歡打架，認為男人就是要熱血地戰鬥，但絕對不打女人。
曾說自己是屬於「在實戰中才容易成長」的類型。曾說自己最無法接受的事情是「努力不懈的人沒有得到任何回報」。
自學型的我流武者，主要使用「氣」而非「魔力」，戰鬥方式比較接近剎那。第一次戰鬥時自稱「狗神使」。絕招有「狗族獸化」、「狗音爆碎拳」、「我流犬上流獸化奧義狗音影裝」、「分身術」、「疾空黑狼牙」等。
與涅吉是互相勉勵成長的好友。繼涅吉之後成為依文潔琳的第二個徒弟，對依文潔琳總是叫他「狗」而不叫名字頗有怨言。在2003年麻帆良祭第一天，看到被美砂設計扮成「迷你裙風狐狸女孩」的涅吉，大笑到肚子痛。
麻帆良祭武道會上敗給古奈爾·桑塔斯（真實身分為「紅色之翼」的阿爾比雷歐·伊馬）後，開始跟長瀨楓一起修行，學習操控分身的方法。
除了同住的千鶴與夏美外，他跟在麻帆良祭武道會上對戰過的魔法女學生佐倉愛衣關係也不錯。
起先與雪廣綾香互看不順眼，但仍相當尊敬綾香，曾說與他同住的千鶴、夏美與綾香都是他想好好保護的家人。
第262堂課裡，與夏美簽下暫定契約。在2015年和夏美結婚。
茶茶零號(チャチャゼロ)
配音員：鐵炮塚葉子(2005年動畫版、OAD版)
是依文潔淋的第一個夥伴，是一個小人偶，性格嗜血。麻帆良學園結界很強，所以茶茶零號無法在學園內移動。
與卡摩是酒友。
負責吐嘈依文潔琳，常常在依文做出反派發言時講破依文的真心。
梅爾帝亞納魔法學校校長(メルディアナ魔法学校長)
配音員：西川幾雄 / 麥人(OAD版)；演員：Mickey Curtis
梅爾帝亞納魔法學校的校長。近衛近右衛門的朋友。是個「偉大的魔法師」（Magister Magi）。魔法學院的小孩都稱他為「爺爺」，涅吉和阿妮亞都這樣叫他。
涅佳涅·史普林菲爾德(ネカネ・スプリングフィールド)
配音員：鈴木真仁(2005年動畫版) / 澤城美雪(2006年動畫版、OAD版)
她是涅吉的姐姐，有一說與涅吉是表姐弟，但在第八集的回憶中證實涅佳涅的父親並非納吉；在還是威爾斯學校學生的時候，一度有一月左右以上沒能見到涅吉。
於6年前被魔怪襲擊令下半身變成石頭，而後來得到Thousand Master的協助下得以回復原形，現正於魔法學校所在的市鎮生活。好像也做著白魔法的教師事務。樣貌與明日菜長得很相似。
多涅特·麥基涅斯(ドネット・マクギネス)
配音員：大原沙耶香(OAD版)
明石教授的工作伙伴，夕子的多年好友。
與明石教授十多年沒有見面，更令裕奈誤以為是爸爸的再婚對象。
來自英國，認識梅爾帝亞納魔法學校校長，小知識說是校長的「夥伴」(是否擁有契約不明)，年過40。
是魔法國篇帶領涅吉一行人前往魔法國的領路人。
在傳送門港事件後(即涅吉等人受襲及被轉移後)，趕在傳送門關閉前聯絡隆道及真名到來幫忙。

## 紅色之翼
結束魔法世界大戰的自由英雄小團體，屬於非政府組織「悠久之風」(Austro-africus Atemalls，簡稱AAA)，拉坎、卡托、隆道、庫爾特都是中後期才陸續加入。
納吉·史普林菲爾德(ナギ・スプリングフィールド)
配音員：子安武人(2005年動畫版、广播剧CD版、CR魔法老师、悠久持有者动画版) / 澤城美雪(2006年動畫版)/ 鈴村健一(遊戲版)、演員：高野八誠
涅吉的父親，1968年誕生，「紅色之翼」成員之一。
10歲贏得麻帆良武道會冠軍，13歲參與魔法世界大戰，14歲被歌頌為無敵的Thousand Master，15歲打敗造物主成為世界英雄後環遊世界幫助災民，17歲回到奧斯提亞拯救愛莉卡並且求婚成功，20歲擊敗依文並且對依文下了詛咒「上學地獄」，25歲失蹤並被官方記錄為死亡。
自稱不喜歡唸書，只會5、6種魔法，而且還要看小抄來使用魔法，甚至連魔法學校都沒畢業，即使如此卻擁有強大的魔力，而且在戰鬥方面更是一個荒唐到犯規的天才。拉坎花費40年累積的戰鬥經驗與鍛鍊而達到被稱作無敵的境界，他憑藉著才能以僅僅14歲的年紀就和拉坎打成平手。
有一位外貌是少年的師傅，但是師傅在20年前的戰鬥中被造物主附身。
在大戰期間與夥伴一同參與戰鬥，由於展現了強大的戰力而破壞帝國的各種戰略與計畫、甚至還逼退過帝國的戰線，因此帝國稱他為「聯軍的紅髮惡魔」並且畏懼他，聯軍則稱他為「能使用千種咒文的男人」（Thousand Master）而讚揚他。
官方記載納吉於10年前（1993年）死亡。但在1997年，涅吉卻親眼看見納吉救了他，納吉還送了手上的魔杖給他；所以納吉究竟是否真是死了，暫時無人知道答案。後來藉由古奈爾的契約卡得知納吉尚未死亡（若契約者死亡則符文消失，剩下夥伴圖案）。
根據劇情線索，中間納吉消失的時間應是與附身於他的師父而重生的造物主戰鬥，雖然獲勝但被造物主附身後被封印於麻帆良學園的中心——世界樹的根部。直至涅吉利用明日菜的魔法無效化能力將之救出；根據《悠久持有者》第138話到第140話得知，完美世界結局線中的5年後才被救出（魔法老師第353話到第354話之間），加上亞子確認心臟在跳動，判定昏迷，兩年後才在醫院中醒過來，因為之前要把尤達從自己的身體趕出去，才用涅吉的魔法打傷自己的身體，爾後被木乃香治療。在住院兩年期間由涅吉陪著他。
於第355話中，他出席白色之翼同學會，表示感謝木乃香與剎那的幫助，很羨慕涅吉的夥伴都是美少女。至於為何他的外貌完全沒有衰老的跡象則不得而知。
《悠久持有者》第140話得知跟依文潔琳·安塔娜西亞·凱蒂·麥道威爾結為連理。
傑克·拉坎(ジャック・ラカン)
配音員：小山力也(OAD版、广播剧CD版、悠久持有者动画版)
原「紅色之翼」成員。擁有「千刀拉坎」這個別稱，另外還有「打不死的男人」、「有不死之身的笨蛋」、「刀子真的刺不穿那個大叔的身體」等綽號。
性格相當豪放、直來直往、好色，不喜歡想太多，是個能敞開胸懷與知己同樂的傻大頭，與納吉性格相似、臭味相投，從原本的衝突關係變成好友，與納吉被其他夥伴通稱為笨蛋。
強到能和納吉打成平手、「唯一、永遠的死對頭」是拉坎自稱與納吉的關係名詞。和納吉的勝負成績是498比499。和納吉一起共享著「無敵」這個盛名。
雖然世人對他的認知是個荒唐的笨蛋，但是事實卻剛好相反，拉坎以帝國的少年奴隸劍鬥士的身份出道的前幾年，有數次差點喪命，從劍鬥界引退後他到過許多戰場並且度過許多逆境與危機，他的實力是花費長達40年的時間用確切的戰鬥經驗與鍛鍊累積起來。在對人・對軍・對魔獸・對艦・對要塞等方面均堪稱是無敵。
契約道具為「擁有千種姿態的英雄」，道具的效果是能夠自由自在的變成任何一種武器，被認為是「無敵、獨一無二」的寶具。拉坎能製造出無限的劍，從小型的小刀到大型的大劍都能召喚，及其他普通的東西讓他能夠當做投擲的飛行武器來使用，必殺技「斬艦劍」是召喚出大到不合理的巨劍進行投擲，破壞力規模相當誇張，可媲美軍事轟炸。不過他空手才是最強狀態，號稱連巨龍都能夠一拳打倒，而實際上他也真的能夠一擊就將和吸血鬼真祖並列最強生物物種的古龍整個打飛。
看過詠春使出神鳴流奧義「斬魔劍‧貳之太刀」後就能百分之百重現，剎那認為他已達到免許皆傳的等級。
在大戰期間擊毀的大小戰艦總計為137艘，單就數量而言連Thousand Master都比不上，以肉身擊沉戰艦也是有史以來的第一名。還曾經空手挑戰過9個鬼神兵，甚至還跟帝國的守護聖獸「古龍‧龍樹」打成平手。
有著不管做什麼事都要收錢的習慣，本人常說「自己的屁股自己擦」，這句話來自其朋友的女兒所說的：「自己沒擦乾淨的屁股，要自己擦乾淨！」實際上相當熱心，不論是必要時刻或被他人打動，他都會幫忙夥伴，收錢只是口頭說說。
所有人公認強大到能無視魔法理論與物理規則的有如bug般存在，雖然作為魔法世界的居民但實力比造物主的使徒更強。在與焰及曆戰鬥時，快速掀起她們的裙子，脫了曆的內褲，還把曆的內褲拿起來聞味道。曾一度被菲特用造物主的法則給抹消，卻憑藉著氣勢與明日菜僅存的表面人格的意志成功歸來，之後甚至能靠直覺躲開造物主的使徒使用造物主的法則所進行的REWRITE攻擊。在他自己排的戰鬥力排行表中判斷自己的戰鬥力高達12000(兩面宿儺為8000，鬼神兵為2800)。
原本打算將原創必殺技「永恆涅吉狂熱」賣給涅吉，不過被涅吉拒絕後反過來要求希望能夠鍛鍊他。由於拉坎相當喜歡率直的涅吉，為了對抗完全的世界的殘黨，便把過去曾經從伊文身上詐賭贏來的「黑暗魔法」捲軸送給涅吉。
阿爾比雷歐·伊馬(アルビレオ・イマ)
配音員：矢部雅史(遊戲版) / 小野大輔(OAD版、广播剧CD版、悠久持有者动画版)
西洋魔法師。真實年齡不詳不過據稱年紀比伊文（600歲）要大，前「紅色之翼」成員之一，現任圖書館島管理員，擅長重力系魔法。我行我素，興趣是收集著記下別人半生的魔法書「半生之書」。總是能把依文潔琳耍的團團轉，依文潔琳說他討人厭的程度超過納吉，茶茶零曾說只有納吉和他是依文的天敵。
本體是一本有意志的魔導書，人的外表是魔導書創造出來的實體幻影，自從封印了被造物主附身的納吉後，10年來都待在麻帆良圖書館島的地下修養，直到近幾年才有辦法在麻帆良祭時借助世界樹的魔力來行動。
從者道具「半生之書」的效果能力：
能力1：特定人物的身體能力和外表的特徵的再生。(若對象為比自己出色的人物，則只能再生數分鐘。)
能力2：以所製作「半生之書」裡的特定人物在特定時限之內全人格完全再生。(再生以1次為限，使用後該人物的半生之書失去效果，變為單純的傳記，再生時間是10分鐘。)
以假名「古奈爾·桑塔斯」參加麻帆良武道會，並且得到冠軍與獎金；在麻帆良武道會中說自己很喜歡這個名字，要求別人都以這個名字稱呼自己。實際上此假名是阿爾本人參考肯德基創始人哈蘭德·桑德斯的名字而來。
近衛詠春(青山詠春)
配音員：寺杣昌紀(2005年动画版) / 森川智之(廣播劇CD版)
原姓青山，入贅近衛家後改姓近衛。近衛木乃香的父親，麻帆良學園校長近衛近右衛門的女婿，現任關西咒術協會會長，前非政府組織「悠久之風」的「紅色之翼」的成員，20年前曾經與納吉、古奈爾、卡托等人並肩作戰，大戰結束後離開組織成為近右衛門的女婿後，便不清楚納吉的下落。剎那所使用的寶刀是詠春所贈予的。
平時待人和善，但從傑克的回憶電影中可知他對飲食具有相當的狂熱與講究，會因為別人浪費食物而發怒。
劍術堪稱最強級別，連拉坎都難以對抗，但是弱點是對女色無抵抗力，曾因此栽在來襲的拉坎手上。
卡托·神樂·瓦德巴古(ガトウ・カグラ．ヴァンデンバーグ)
配音員：藤原启治(廣播劇CD版)
西洋魔法師，原「紅色之翼」的成員，隆道的師父。
臉上有鬍子，喜好抽煙。原本是政府的派員，魔法世界大戰時與隆道加入納吉一行人。以前照顧年幼的明日菜，不過臨死前將明日菜託付給隆道照顧。
塞古托(ゼクト)
配音員：福山潤(廣播劇CD版)
真名菲利乌斯，原「紅色之翼」成員。
外表雖為小孩，但真實身分是納吉的師父，20年前最後決戰的時候紅色之翼全體因為受到造物主的突擊而全體都被擊倒時，因為受的傷最輕所以就和納吉一同前往陵墓討伐造物主，但是卻被遭到納吉打敗的造物主附身，其後下落不明。
高畑·T·隆道(高畑・T・タカミチ)
配音員：井上倫宏(動畫版) / 藤原啓治(遊戲版) / 柿原徹也(廣播劇CD少年時代)、演員：
原2-A班導師，現任學園廣域指導員、英語部教職員、美術社的指導顧問。
「紅色之翼」成員之一。雖然他不能使用魔法，但懂「咸卦法」，可以在極短時間內使出數十次無影的拳作出攻擊，「居合拳」與「豪殺居合拳」為其得意技。被麻帆良學生稱為「死亡眼鏡」，在魔法世界中戰鬥力被評斷為AA+。
他是卡托的徒弟，魔法世界大戰時的戰爭孤兒，被卡托撿起後跟隨在師父身邊，後來加入納吉一行人，負責偵查，師父死後受託照顧明日菜，帶著她來到日本，投靠麻帆良學園都市，成為教師後依然時常出差到國外執行任務。
2-A班導師任內，有時會隨堂考試，成績較差的學生必須在放學後接受課後輔導。
麻帆良祭中被明日菜告白，考慮到過去與希望明日菜能過普通人的生活，因此拒絕了明日菜。
為監視超鈴音而參加麻帆良武道會，在大會上與涅吉戰鬥敗北，看到涅吉的成長相當喜悅。但依文潔琳說，隆道如果認真起來，瞬間就能徹底擊倒涅吉。
在調查超鈴音的企圖時為超的理念所動搖，因此被超監禁了一段時間，後來自行脫困。
超的計畫(第一次)成功後，與涅吉一同被軟禁，後來放任明日菜、春奈、夕映、和香、木乃香、古菲與千雨將涅吉救出（依當時他的立場，他理應阻擋她們），表明自己無法認真與超對戰，所以把希望寄託在涅吉身上。
在魔法世界傳送門被菲特攻擊後，趕在兩個世界完全切斷前與龍宮真名一同來到魔法世界。
庫爾特·凱德爾(クルト・ゲーデル)
原為「紅色之翼」一員，現為梅森布利納聯合元老院議員、新奧斯提亞總督。
他是被紅色之翼撿起的戰爭孤兒，天資過人，在旁偷看便學會了詠春的神鳴流武術，之後正式成為詠春的弟子，能使用剎那不會的神鳴流奧義「貳之太刀」。
大戰後，對紅色之翼的做法感到不能解救世界，因此與納吉一夥離別，之後踏入政界直到成為總督。
知道六年前涅吉故鄉村莊被毀的真相，以此勸說涅吉加入他的行列；不過最後被涅吉拒絕，並戰鬥了一場。

## 魔法世界相關人物

### 大戰相關人物
愛莉卡·愛納爾基亞·艾特歐菲西雅(アリカ・アナルキア・エンテオフュシア)
配音員：林原惠(廣播劇CD版)
維絲貝爾丹帝雅王國的公主。個性剛強，富有行動力。
自小生活在毫無溫暖的皇宮之中，造成了她冷酷的外表，但實際上卻不然。
大戰期間與紅色之翼共同行動，與納吉有著微妙的互動。大戰末期，以自己的國家作為代價拯救世界，使以王都為中心、方圓50公里的範圍變成無法使用魔法的不毛之地。
國家滅亡之後向MM元老會尋求援助，但卻被暗算，以「弒父篡奪皇位」和「與『完全的世界』合謀」等莫須有的罪名被捕入獄，二年之後被判處死刑。由於長年的戰爭使人民疲憊不堪，MM元老會計畫要讓愛莉卡成為讓人民宣洩不滿與憎恨的犧牲品，將她塑造成挑動戰爭的元兇，她也因此被冠上了「災難的魔女」的稱號。
抱著絕望與無止盡的空虛感落入無法使用魔法且魔獸充斥的凱洛貝拉斯峽谷之時，被納吉救起，之後納吉向她表白並且求婚。
為涅吉的母親，與納吉一同回到舊世界，並且與第二代的亞維路克斯等人戰鬥，後来因为难产而去世。始終沒有在正篇中出場，只限於回憶中登場。
戴奧托拉(テオドラ)
海勒斯帝國第三公主。相當的頑皮。
實際上已三十多歲，但海勒斯族很長壽，換算成人類年齡的話只有10多歲。
和拉坎是大戰時期一起吵鬧的朋友，到現在關係依然沒有變化。不過她似乎對拉坎有好感，希望拉坎能向她求婚。
奧斯提亞拳鬥士大會（納吉盃）期間與涅吉定下暫定契約，在拳鬥大會結束後解除契約。
里卡德(リカード)
梅卡洛梅森布利雅的前元老院議員，現在是主席外交官。
是終戦20年的奧斯提亞戰爭的結束紀念祭典的梅卡洛梅森布利雅代表。
和納吉與拉坎是存在孽緣的酒友。
擅長體術，近衛軍團裡被稱為「近身戰的魔鬼教官」。
賽拉斯(セラス)
配音員：胜生真沙子（OAD版）
亞莉阿德妮魔法騎士團候補學校的校長，魔法騎士團總長。
以「因為需要立即能夠成為戰力的人，優秀的人才越多越好」，所以准許打倒鷹龍的夕映、柯蕾特、艾蜜莉、培爾托莉克斯等4人以特別名額去奧斯提亞。
20年前的大分裂戰爭時是亞莉阿德妮魔法騎士團員的領導人，因此認識戴奧托拉、里卡德及紅色之翼的所有人，從那時開始就已經是納吉的粉絲俱樂部成員。
專門教戰鬥魔法的老師，幫助涅吉掌握千之雷的要領，也一同訓練了木乃香。

### グラニクス(涅吉相關人物)
多爾涅哥斯(ドルネゴス)
隸屬梅森布利納聯合的自由交易都市「グラニクス」的巨頭、經營鬥技場。
以「親切」的態度給了照顧病倒的亞子等人藥(但是這藥要100萬的高價)。為讓她們償還而將亜子・晶・夏美等3人締結奴隷契約。
雞冠頭(トサカ)
25歳。多爾涅哥斯的拳鬥士兼統括拳鬥士的工作。其名字因頭髮長得像鶏冠而得名。
個性惡劣，常虐待作為奴隷的亞子等人，不過實際上本性不惡。是混混與痞子的大哥。
在路上偶然看到涅吉用幻術藥變成「納吉」而知道其身分，在尾隨兩天之後拍下涅吉變裝解除的影像以威脅涅吉，提出「不通報但要成為我的僕人」的交易，不過意外的讓亞子聽到，使亞子得知「納吉」的身分。之後看在亞子的決心下放過涅吉，透露出非常羨慕能成為「主角」的涅吉。對失去信心的涅吉感到憤怒，以拳頭將其打醒。
20年前、故鄉崩壞、成為奴隷時5歳。為解放奴隷長和巴爾卡斯而成為拳鬥士。
似乎關心起同為「配角」亞子，在完全世界結社襲撃総督府時更為保護亞子而被迪納米斯召喚的魔物以「造物主的法則」消滅。於335時間目復活。
庫瑪瑪奴隸長(クママ奴隷長(‐チーフ))
長得非常高大的熊族奴隸長。
統括多爾涅哥斯的奴隷、對工作很嚴厲也很關心奴隷的身体狀況、是心地很好的人。
20年前時和雞冠頭、巴爾卡斯一様為奴隷。
和雞冠頭一樣在完全世界結社襲撃総督府時為保護被襲擊的夏美與小太郎而被迪納米斯召喚的魔物以「造物主的法則」消滅。於335時間目復活。
巴爾卡斯(バルガス)
多爾涅哥斯的拳鬥場的訓練士。身材壯碩，同時也是一位功力不低的魔法師，能使用縮地等級的瞬動術。小時後曾為納吉修理過，因而討厭看似懦弱的紅髮男子，因此找上變裝後的涅吉，被其一擊擊倒。
痞子、混混(チン、ピラ)
雞冠頭的小弟。
主持人(司会娘)
配音員：平田真菜(OAD版)
多爾涅哥斯的拳鬥場的審判兼現場主持人。
褐色皮膚、頭部兩隻角、背上有如蝙蝠翅膀的魔族女性。

### 亞莉阿德妮(夕映相關人物)
柯蕾特·法蘭德爾(コレット・ファランドール)
配音員：佐藤聰美(OAD版)
夕映被菲特使用強制轉移魔法轉到魔法學術國家亞莉阿德妮後，第一個所認識的朋友及魔法學校同學，獸耳族亞人種。眼鏡娘。亞莉阿德妮的魔法騎士團候選學校3-C班的女學生，成績一直都是吊車尾。
憧憬魔法騎士團中特殊精銳的「戰鬥少女旅團」，據她本人所說，她是因為看到魔法騎士團的人穿得很帥才來學習的。
由於她在使用掃把高速飛行時看功課，一不小心就撞到被轉移過來的夕映，同時錯誤啟動作為功課的「充填了初級忘卻咒文魔法」的魔杖，令夕映失去記憶。因此柯蕾特就兼負起在夕映回復記憶前照顧她起居生活的責任。兩人在班上被稱為吊車尾組合，看著努力學習的夕映，柯蕾特也開始認真提升自己的實力。
是納吉·史普林菲爾德的粉絲，擁有很多納吉相關商品。是納吉愛好者俱樂部會員編號No.96077的會員。
在騎士團候補選拔賽中，與艾蜜莉、夕映、培爾合作擊敗了魔獸鷹龍。
對軍事兵器的知識相當豐富，可逐一背出上次大戰中各國使用的軍事武器。
魔法始動祝詞是「阿涅特·替·涅特·卡涅特」。
艾蜜莉·謝布席普(エミリィ・セブンシープ)
配音員：竹達彩奈(OAD版)
亞莉阿德妮名門謝布席普家的大小姐，獸耳族亞人，綁著雙馬尾。亞莉阿德妮魔法騎士團候補學校的女學生，同時亦是柯蕾特就讀3-C班的班長。被同學們稱為「班長」。
持有母親讓與的納吉大基金會、粉絲俱樂部會員用編號No.78會員卡。相當仰慕拳鬥士大賽中的拳鬥士納吉（由涅吉變身而成），認為「這一定是上天為了迷途的我們，所派遣下凡的投胎轉世納吉」。
起先對夕映不太友善，在騎士團候補選拔賽中，因為抄近路而引出魔獸鷹龍、讓自己與夥伴陷入危機時，被夕映的實力與領導才能所折服。在眾人面前主動說出夕映打倒鷹龍的事實，從此兩人的關係逐漸友好。
涅吉、和香與夕映重逢時，以夕映是亞莉阿德妮未來不可或缺的人才為由，阻止欲帶走夕映的涅吉，但後來得知涅吉就是拳鬥士大賽中與拉坎打成平手的「納吉」後，馬上成為涅吉的支持者。
使用冰系的魔法，能使用無詠唱、高威力的「冰結·武裝解除」、「冰槍彈雨」等，在候補生當中其實力是相當高的。
魔法始動祝詞是「塔洛特·凱洛特·夏洛特」。
在277時間目因保護夕映而被REWRITE擊中，在夕映的眼前消失。於335時間目復活。
是單行本第35集封底人物，是亞莉阿德妮唯一成為單行本封底人物的人。
培爾托莉克斯·門羅(ベアトリクス・モンロー)
配音員：花澤香菜(OAD版)
亞莉阿德妮魔法騎士團候補學校的女學生，3-C的書記，也是艾蜜莉的隨從；稱呼艾蜜莉為「大小姐」，艾蜜莉則稱呼她「Bea」，兩人總是一同行動。
在騎士團候補選拔賽中，與艾蜜莉、夕映、柯蕾特合作擊敗了魔獸鷹龍。
是傑克·拉坎的粉絲。

### 尋寶獵人(和香相關人物)
克雷葛·寇德威爾(クレイグ・コールドウェル)
配音員：望月健一(OAD版)
為小組的隊長。以大劍為武器，能使用瞬間移動。以拉坎的強度表換算戰鬥力的話在300以上。
因為和香的外貌與故鄉的青梅竹馬相似，所以對和香很親切。
在完全世界結社襲撃總督府時，為保護和香而被迪納米斯以「造物主的法則」消滅。於335時間目復活。
克利斯丁·坦傑克(クリスティン・ダンチェッカー)
配音員：小田久史(OAD版)
以雙刀與匕首為武器、能使用瞬動。喜歡艾夏。
艾夏·柯麗耶爾(アイシャ・コリエル)
配音員：藤田咲(OAD版)
長耳精靈的女性魔法師。喜歡克雷葛。
和克雷葛一樣被迪納米斯以「造物主的法則」消滅。於335時間目復活。
琳·葛蘭特(リン・ガランド)
配音員：安済知佳(OAD版)
與艾夏同様為長耳朵的女性戰士。在同伴中較為安靜。原作只描述格鬥戰的能力，詳細能力不明。

### 其他
奇戈☆坦(チコ☆タン)
獎金獵人結社「黑色獵犬」第17隊隊長，為得到賞金而襲擊和香一行人。
派歐·茲(パイオ・ツゥ)
黑皮膚女孩，喜歡對女孩子襲胸。第235話中，在鬥技場附設的公共浴池中，先後瞬動到裕奈、古菲、剎那、和香的背後搓揉她們的胸部，還送一瓶魔法藥給亞子洗頭導致亞子的頭髮不斷變長。第354話中，在麻帆良偷取女用內衣，與夕映對戰時脫光夕映，被涅吉擊敗。
波呦·雷妮蒂(ポヨ・レイニーデイ)
札吉的孿生姐姐，外表幾乎與札吉一樣，姊妹之間能互相感覺對方現在的狀態。在第296話中使出了像是「完全的世界」的道具「幻燈馬戲團」時，在由道具製造的世界中引導涅吉，並告訴其破解道具的關鍵語「小小的勇氣」。

## 敵方人物

### 火星機械軍團
是超鈴音領導的機器人軍團。
T-ANK-α3(ティー エーエヌケイ アルファスリー)
請參見「田中」段。
BUCHIANA(BUCHIANA)
超鈴音在麻帆良學園祭最後一日決戰時使用的戰鬥機器人。「SUPER-BUCHIANA」為其改良型。機身有「UN MARS FORCE」(聯合國火星軍)字樣。
巨大火星機器人(巨大火星ロボ)
超鈴音以科學裝置使被以石化封印於麻帆良學園深處的6個無名鬼神復活之後，以「強制認識魔法」魔法陣生成的魔力增幅裝置為動力的戰鬥機器人。武器是從其口中發射的「特大脫衣光線」(特太脱げビーム)。最後被千雨與茶茶丸破解其防火牆而再封印。

### 完全世界結社
造物主(創造主)
配音員：甲斐田裕子（悠久持有者动画版）
真名尤達·巴歐托，雖然並非不死之身但是本身的存在為不滅的人，即使肉身死亡也可以寄宿在其他人身上已經存在於世上2600年，過去為了研究不死之身而把伊文變成吸血鬼，在600年前被伊文所殺，但是仍然存在於世上。在20年前被納吉打敗後寄宿在納吉的師父菲利烏斯身上，10年前被納吉以自己的身體為代價封印在麻帆良學園世界樹地底下，復活之後以納吉的身體再次現身襲擊涅吉等人，後來被涅吉跟明日菜聯手打敗但似乎並沒有死。現下落不明。於《悠久持有者》第138話確定藏在異界的小行星雅戈泰。
『完全的世界』組織的首領、真正的幕後黑手。組織成員以「造物主」或「主人」來稱呼他。
在和「紅色之翼」(納吉、詠春、阿爾、塞古托、拉坎等5名)成員戰鬥時，光攻擊一次就讓拉坎斷了雙手、而保護納吉的詠春則受到瀕死的重傷。
使用黃昏公主來舉行「讓世界歸於無的儀式」＝「廣域魔力消失現象」的罪魁禍首。
讓拉坎第一次意識到「贏不了」(但理由並不是力量上的差距)的怪物，好像知道其真實身分的阿爾說出了「這個世界上是沒人能打倒他的」這種話，但是可能因為納吉不是這世界的人、而是舊世界的人的關係，所以顛覆了兩人的預測，成功打倒造物主。
第355話得知再次被涅吉他們打敗(根據《悠久持有者》第138話到140話得知，完美世界結局線中的5年後(魔法老師第353話到第354話之間)，躲藏的地方被納吉他們發現，被迫以納吉的身體再次跟涅吉決戰。在快要打贏涅吉之際，紅色之翼剛好趕到，被涅吉打，納吉趁機用涅吉的魔法來打傷自己的身體，被逼得逃出納吉的身體，結果被曆用道具「時間迴廊」困住，再次被涅吉和明日菜聯手打敗，連帶小行星雅戈泰也被毀滅。)。
1號(布利姆)
受命為土之亞维路克斯。20年前被纳吉打败，20年後復活卻被伊文開發出來的原創咒文永久冰凍。
2號(塞克杜姆)
受命為雷之亞维路克斯。1981年起动，1985年被3號所滅，10年後復活卻被伊文開發出來的原創咒文永久冰凍。
亞維路克斯系列中是最強的一體，被造物主賦予了該型號中所能持有的最高能力值，但也因此成了該型號中最傲慢的一體，認為自己作為使徒無所不能。
比起長年與納吉戰鬥的1號，2號雖然擁有最高的能力但是卻缺少實戰經驗，因此被納吉評論為實力不及1號。
菲特·亞維路克斯(フェイト・アーウェルンクス(Fate Averruncus))
配音員:石田彰(2005年动画版、OAD版、悠久持有者动画版)
京都篇與千草再戰的時候加入的西洋魔法師，據說是被伊斯坦堡(歐洲)的魔法協會以研究為由派遣到日本來，是個冷靜的魔法師。根據依文的說法，好像不是人類，是一種人工生命體，會用石化等高等法術，在體術方面也很擅長的樣子。
被依文擊退了之後就行蹤不明，不過卻現身在魔法國，對剛抵達的涅吉小組展開急襲，破壞魔法國的傳送器，同時將涅吉小組以強制轉移傳送魔法將他們各自分散到魔法國偏遠地方。
菲特是他自己取的名字，本名“泰爾帝姆(3號)”(テルティウム)在拉丁文的意思中是“第三”，實際上他就是第3個出現的菲特，3號受命為地之亞維路克斯。之所以不使用本名，他在被和香以本我繪圖日記讀心時表明，原因是他不喜歡這個本名。
菲特在奧斯提亞和平祭典上與涅吉再會，保證涅吉一行人能回到原來的世界，條件是要留下明日菜。涅吉拒絕後，兩方勢力展開混戰；後來菲特雖然撤退，但實際上菲特的從者栞利用道具能力變身為明日菜混入白色之翼，真正的明日菜被菲特帶走。
菲特先後收容了許多戰災孤兒，自稱總共送了57位孤兒進學院就讀。跟在菲特身邊的5位從者全部都是自願追隨者。
其本身可算是亞維路克斯系列的原形，造物主將他創造出來卻沒有給他過多的調整、也並未拘限對於造物主的絕對忠誠，使得他比起其他的使者更有「人類」的感覺，也會對完全的世界的計畫產生疑惑。在與涅吉戰鬥後決定放棄完全的世界、轉而幫助執行涅吉的代替方案；之後便成為涅吉的代理老師職務人，擔任3-A的代理導師至3-A畢業，任教科目同樣是英語。
在《魔法老師！？neo》中，菲特是奧斯提亞王子，他親自搭乘奧斯提亞皇家馬車前來麻帆良學園迎接明日菜並向明日菜求婚；校長隨即證實，明日菜是奧斯提亞國的公主，而且菲特與明日菜是青梅竹馬。明日菜與菲特的結婚典禮開始時，涅吉假扮的證婚人宣讀的菲特全名是「Fate Fidius Averruncus」(フェイト・フィディウス・アーウェルンクス)。
4號(庫阿爾杜姆)
由迪納米斯用「造物主的法則」啟動的第四個菲特，受命為火之亞維路克斯，使用火屬性魔法。剛出場時就將茶茶丸腰斬，性格比菲特還要惡劣。被涅吉一拳打成了兩半後因造物主的復活而隨之復活，卻被伊文開發出來的原創咒文永久冰凍。
5號(庫維杜姆)
配音員:石田彰(剧场版)
由迪納米斯用「造物主的法則」啟動的第五個菲特，受命為風之亞維路克斯，使用雷、風兩種屬性魔法，能使出肉體雷化。以強大的實力逐一擊敗楓與小太郎，後在要下手攻擊夏美時被泰爾帝姆阻擾，兩人隨之交戰，最後被泰爾帝姆一拳擊破；之後因造物主的復活而隨之復活，卻被伊文開發出來的原創咒文永久冰凍。
6號(塞古斯杜姆)
由迪納米斯用「造物主的法則」啟動的第六個菲特，受命為水之亞維路克斯，使用冰、水兩種屬性魔法，是亞維路克斯系列唯一的女性，也會使用再生魔法。與涅吉剛開始交手後便遭到陵墓的主人所制伏，造物主復活時一同現身，卻被伊文開發出來的原創咒文永久冰凍。
杜納米斯(デュナミス)
配音員:不详(OAD版)
本名Dynamis。"完全的世界"的元老成員，在20年前與紅色之翼戰鬥後唯一倖存的"完全的世界"成員。
說話很直接，個性意外的直率，有著和菲特同等級的曼陀羅樣式的多重高密度魔法障壁。
對於20年前敗在紅色之翼的事情耿耿於懷，在涅吉等人攻進守墓者宮殿後一直聯想到紅色之翼與Thousand Master，對於在造物主戰敗後仍一直追擊他們將"完全的世界"逼迫到幾乎全滅的隆道和凱爾德有著強烈的憤怒，想要趁得到"黃昏公主"這個機會報一箭之仇。
本來因為強制契約已經無法再對涅吉等人出手，造物主復活時一同現身，卻被伊文開發出來的原創咒文永久冰凍。
第一代(布利姆)火之亞杜爾
"完全的世界"的元老成員，使用火屬性魔法，20年前被拉坎打敗，20年後復活卻被伊文開發出來的原創咒文永久冰凍。
第二代(塞克杜姆)火之亞杜爾
與二號亞維路克斯一起行動，使用火屬性魔法，造物主的復活時一同現身卻被伊文開發出來的原創咒文永久冰凍。
第十六代水之亞達杜
"完全的世界"的元老成員，使用水屬性魔法，20年前被賽古托打敗，20年後復活卻被伊文開發出來的原創咒文永久冰凍。
第十七代(塞布泰鐵基姆)水之亞達杜
與二號亞維路克斯一起行動，使用冰屬性魔法，造物主的復活時一同現身，卻被伊文開發出來的原創咒文永久冰凍。
調
本名布莉姬德，跟隨菲特的少女之一。木精靈族。
頭的兩側長有向後的角，長髮，瞇瞇眼。能操縱植物，這是屬於她的種族所特有的能力。
道具為「狂氣提琴」，可發出粉碎物體的特殊音波。
焰
雙馬尾，丹鳳眼，發火能力者。火精靈族，跟隨菲特的少女之一。
出身於三角亞大陸的帕提亞附近，那一帶再大戰後依舊發生許多紛爭。炎的雙親就死於一場動亂之中，隨即遇上菲特，在菲特的幫助下埋葬親人後跟隨菲特。阿妮亞似乎對其髮型與自己相似極其反感。
能靠眼神就引爆空間，可以化成火精靈。
栞
本名露娜，跟隨菲特的少女之一。精靈族。
道具為「偷生之符」，可完全複製施術目標的外貌與記憶，同時藉由自我暗示讓自己的動作反應與施術目標相同，但自己的感情被影響的話就會失效。在菲特與涅吉談判破裂後與炎合作擒下明日菜，藉由偷生之符變身為明日菜混入白色之翼，讓菲特在神不知鬼不覺的情況下帶走真正的明日菜。但隨著跟涅吉相處的時間越見長久，逐漸對涅吉產生好感，在總督府舞會後被涅吉以暂訂契約解除化身而敗露身分。之後轉而幫助涅吉提供菲特計劃的情報，也持續在眾人面前化身明日菜，以防不知情的人陷入混亂。
五人中最早與菲特相遇的人。
曆
跟隨菲特的少女之一。豹族獸人。
道具為「時間迴廊」，可讓一定空間內，物理與精神上的時間流動感隨曆的意思加速或減緩，不論誰只要在範圍都會受影響，即使是曆本人也一樣。
在與拉坎戰鬥時，被拉坎快速掀裙、脫下內褲，還被卡摩拍下沒穿內褲的照片，感到相當丟臉。
環
跟隨菲特的少女之一。龍族獸人。
道具為「無限擁抱」，可創造一個無邊無盡的結界空間，環可在其中隨意移動。想要離開「無限擁抱」只能由環自己解開或者是將她殺掉，否則打昏她也沒用，不過拉坎曾經靠著放出氣魄就打破次元(實際上是利用重力魔法扭曲結界空間來破壞「無限擁抱」)。
陵墓的主人
配音員:不详(OAD版)
本名不詳，穿著連身披風遮住外表，身形為一個小孩子。因為認同魔法世界的毀滅無法避免，而協助完全的世界；但是在聽說涅吉有替代方案的時候，毅然拋棄了完全的世界，幫助涅吉制服了6號(塞克絲圖姆)，還說涅吉是「我的後裔」。
目前只知道她是有奧斯提亞王國王族血統的人，是涅吉母親一方的先祖。

### 其它
天崎千草(天ヶ崎 千草)
配音員:葛城七穗
日本咒術師，推測大約1980年誕生。她的父母皆是被西洋魔法師殺死，導致她極端厭惡西洋魔法師。她是操關西腔口音。在京都篇策劃執行綁架木乃香，利用木乃香潛藏的龐大魔力招喚「大鬼神．雙面宿儺」，數度將近得手卻被涅吉與剎那擊退，直到依菲特的計劃才成功綁架木乃香。雖然成功召喚「雙面宿儺」出來，卻被及時趕來的依文以一招最強廣域冰系魔法「世界終結」瞬間秒殺。計劃失敗後，雖然趁菲特與依文短暫纏鬥時逃走，但還是被茶茶零逮到並交由關西咒術協會處置。
完結時仍在關西受罰，但她最後一次登場是在單行本第38卷封面。
月詠()
配音員：綱掛裕美(動畫版)/釘宮理惠(OAD版)
在京都修學旅行篇登場，千草雇用來做護衛的神鳴流劍士。
外觀大方端莊，是個右手持長刀、左手拿短刀的二刀流高手，具有令剎那苦戰的實力。
由於近視的緣故，有著「沒有眼鏡就會看不見」的弱點，但後期似乎排除了這個弱點。
非常喜歡戰鬥力強的女孩子，對同樣是神鳴流劍士的剎那相當感興趣。
被菲特雇用來到魔法世界，傳送門港事件後負責監視剎那與明日菜的行動。
已修鍊成鬼眼。承接《純情房東俏房客》，只有鍛鍊到出現鬼眼才是神鳴流劍士脫離人類層次、到達鬼神境界的證明(葛葉刀子亦能使用鬼眼)。
在魔法世界菲特與涅吉交涉時，曾與剎那一戰，拿出妖刀「日向」輕易壓制剎那，最終被刹那击敗。
在《魔法老師！？neo》第29話單獨登場（因千草未在《魔法老師！？neo》登場），當時在京都的電影村首次單挑剎那。
威廉·约瑟夫·冯·海尔曼(ヴィルヘルム・ヨーゼフ・フォン・ヘルマン)
配音員：手塚秀彰（游戏版）
上级恶魔，是沒落的伯爵，会石化魔法。在六年前涅吉村庄被攻击时出现，將一半以上的村人石化，被老法师封印，指使者不明。受人之託入侵麻帆良学园，同時調查涅吉與明日菜的實力，被涅吉與小太郎打敗。

## 其他角色

### 漫畫版提及角色
綾瀨泰造(綾瀬泰造)
哲學家，夕映的祖父，是近衛近右衛門的老朋友。在夕映幼年時，便教導夕映許多學識與知識觀念等等。似乎曾經擔任過明石教授、隆道、依文等人的學科方面的教師。晚年患疾退休後，在夕映小學6年級那一年(約2001年1月)逝世。
明石夕子(明石 夕子)
裕奈的母親，明石教授的妻子，是個性格開朗率真很有朝氣的長髮美女，似乎是魔法師，好像在裕奈小學的時候過世。於第287堂課中，從高音的口中證實是在前往魔法世界出任務時去世。
天崎夫婦
天崎千草的父母，在1983年魔法界的大戰之中均被敵方的西洋魔法師殺死，得知父母身亡的千草因此憎恨西洋魔法師。

### 動畫原創角色
魔將軍(魔將軍)
配音員：若本规夫
2005年動畫版的原創角色，与明日菜定下邀约獲得「魔法無效化」能力的大恶魔，并告訴她代價是她將會在10年後死去。
黑玫瑰男爵(黒薔薇男爵)
配音員：澤城美雪
2006年動畫版的原創角色，自稱「愛與勇氣的親善大使」(愛と勇気の親善大使)，真實身分是涅佳涅。
內臟()
配音員：齋藤千和
2006年動畫版的原創角色，是梅爾帝亞納魔法學校特使，外型像青蛙。原本是納吉的使魔，2006年動畫版最後一集成為涅吉的使魔。
七味粉(シチミ)
配音員：澤城美雪
2006年動畫版的原創角色，是梅爾帝亞納魔法學校特使，外型像白貓，講話以「喵」結尾。原本是納吉的使魔，2006年動畫版最後一集成為涅吉的使魔。
花之妖精(花の妖精)
2006年動畫版的原創角色，登場集數為第4至6話，是一隻闇之妖精。外貌似一朵花，可操縱樹木攻擊敵人。最後被涅吉封印。
冰之妖精(氷の妖精)
2006年動畫版的原創角色，登場集數為第10話，是一隻闇之妖精。最後被涅吉封印。
火之妖精(火の妖精)
2006年動畫版的原創角色，登場集數為第13話，是一隻闇之妖精。最後被高畑封印。
蹦給蹦給(ボンゲボンゲ)
2006年動畫版的原創角色，是一隻長達10公尺的巨大小雞，出沒於失控的學園中。牠是一隻闇之妖精，高畑和依文叫牠「凱瑟琳」(キャサリン)。